# László Moholy-Nagy
Dans le nom hongrois Moholy-Nagy László, le nom de famille précède le prénom, mais cet article utilise l’ordre habituel en français László Moholy-Nagy, où le prénom précède le nom.
Pour les articles homonymes, voir László Nagy et Nagy.
László Moholy-Nagy (prononciation : /ˈlaːsloː ˈmoholiˌnɒɟ/), né László Weisz le 20 juillet 1895 à Bácsborsód (alors dans l'Empire austro-hongrois) et mort le 24 novembre 1946 à Chicago, est un peintre, photographe plasticien et théoricien de la photographie hongrois, naturalisé américain en 1946.
László Moholy-Nagy est connu pour sa participation à divers mouvements d’avant-garde dans l’entre-deux guerres, dans lesquels il côtoie notamment les membres du dadaïsme, du constructivisme et du De Stijl. Il explore les nouvelles techniques de photographie en concevant des photogrammes. Sollicité par le fondateur et directeur de l’école du Bauhaus, Walter Gropius, l’artiste y devient enseignant en 1923 avec le titre de Maître. Il quitte l’établissement en 1928 et s’installe en 1934 au Royaume-Uni. Là-bas, il continue ses expérimentations artistiques et travaille dans la publicité. En 1937, il part aux États-Unis pour ouvrir l’école du New Bauhaus à Chicago.

## Biographie

### Origines, famille et études
László Weisz nait le 20 juillet 1895. Il est issu d'une famille juive hongroise de Bácsborsód. Son père, Lipót Weisz, est intendant dans une grande propriété agricole. Par sa mère Karolina Stein, il a un demi-frère ainé, Jenö, né en 1891. Son père abandonne la famille en 1897, juste après la naissance de son plus jeune frère, Akos. C'est l'oncle maternel, Gusztáv Nagy, un avocat nationaliste et progressiste, qui recueille la famille à Mohol et qui subvient aux besoins de celle-ci.
Le jeune László adopte le patronyme de son oncle. En 1905, Il entre au Gymnasium de Szeged. László Nagy fait ses premières armes dans le domaine artistique en publiant des poèmes dans le journal local Szegedi Napló en 1911,. En 1913, après son baccalauréat, il entame des études de droit à l'Université de Budapest (Budapesti Tudományegyetem). Au début de la Première Guerre mondiale, il est mobilisé dans l'armée austro-hongroise comme officier d'artillerie. Blessé au cours de l'année 1917, il commence à dessiner durant sa convalescence à l’hôpital d’Odessa. László Moholy-Nagy s'implique dans la revue  Jelenkor (« Le Temps Présent »), fondée par Iván Hevesy, puis dans la revue révolutionnaire d'avant-garde MA (« Aujourd'hui ») de Lajos Kassák. Cette même année, il change définitivement son patronyme en Moholy-Nagy : Moholy en reconnaissance de Mohol, la ville de sa jeunesse et Nagy en hommage à son oncle.

### Premières expositions

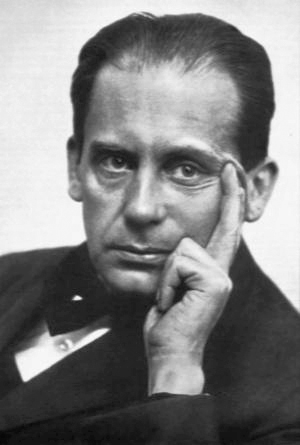
Walter Gropius (1883-1969), fondateur et directeur du Bauhaus (1919-1928).

De retour à Budapest après sa démobilisation, il décide de se consacrer à la peinture. Il fréquente l'école d'art privée de l'artiste hongrois Fauve Róbert Berény et participe à plusieurs expositions. L’éphémère République des conseils de Hongrie lui achète quatre œuvres en 1919. Après la chute du régime communiste en août 1919, il se retire à Szeged puis fuit le pays. Il gagne Vienne à la fin de l'année.
En 1920 László Moholy-Nagy emménage à Berlin début 1920. Là-bas il rencontre les Dadas Raoul Hausmann, Hannah Höch et Kurt Schwitters. Il devient le correspondant pour la revue MA. La même année il rencontre puis épouse la photographe et écrivaine Lucia Schulz. À Berlin, il découvre le constructivisme et le suprématisme, incarnés par les œuvres de Kasimir Malevitch et en 1921 il réalise l'un de ses premiers tableaux, Composition 19. En octobre de la même année, la revue néerlandaise De Stijl publie un « Appel à l'art élémentaire. Aux artistes du monde entier », texte qu'il cosigne avec Jean Arp, Raoul Hausmann et Ivan Puni (Jean Pougny).

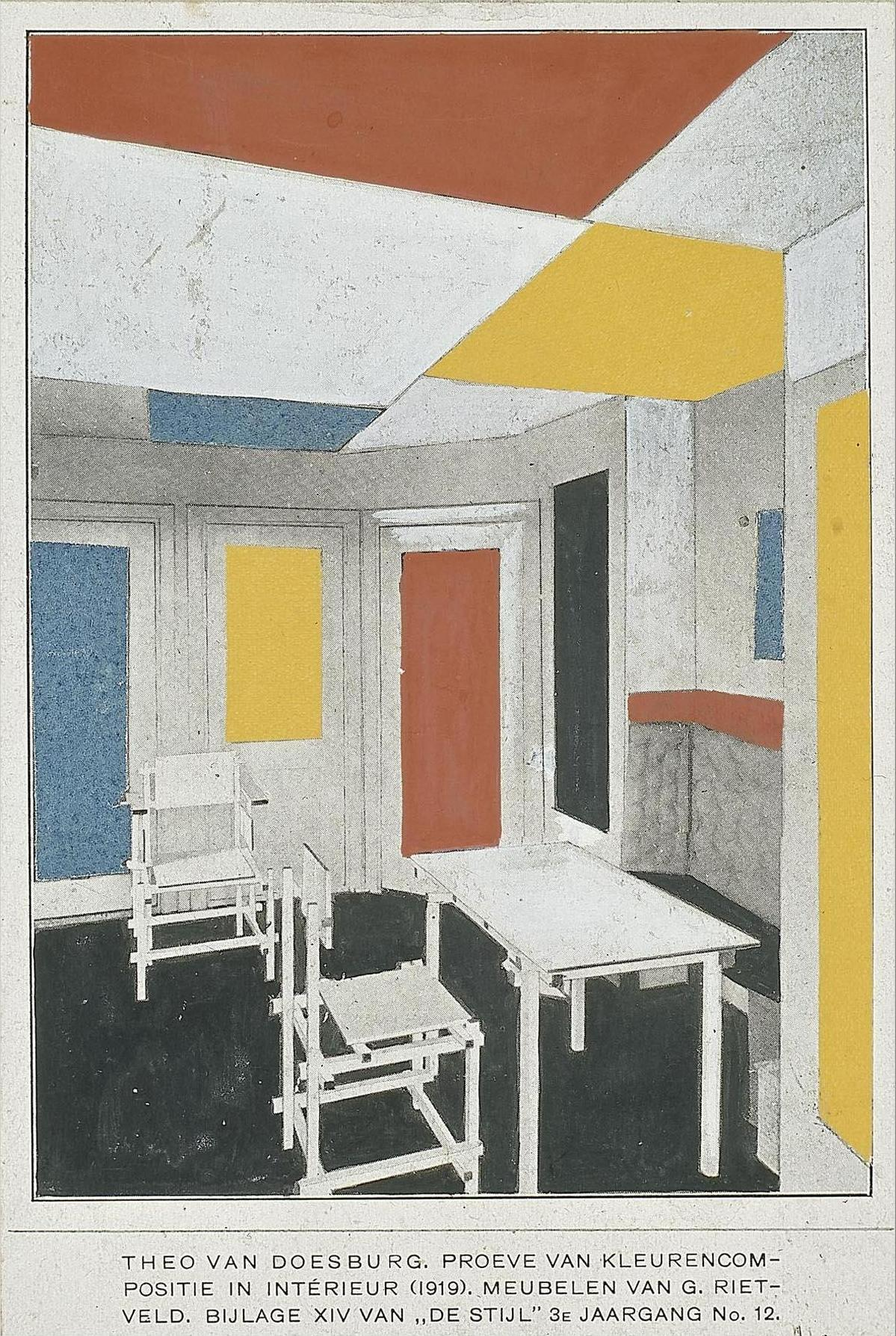
Theo van Doesburg et Gerrit Rietveld, Intérieur de la maison de Bart De Ligt, 1919.

En 1922, lors d'une exposition commune avec son compatriote hongrois Laszlo Peri à la galerie d'art Der Sturm de Berlin, il fait la connaissance de Walter Gropius. Cette même année, au cours du premier « Congrès des artistes progressistes », organisé à Düsseldorf du 29 au 31 mai, il représente le groupe MA et rencontre à cette occasion El Lissitzky et Theo van Doesburg, lequel vient de publier dans De Stilj un article théorique sur les photogrammes, intitulé « Production reproduction ». De son côté, Moholy-Nagy publie avec Kassák le Livre des nouveaux artistes . Cet été-là, il part en vacances dans le massif montagneux de la Rhön avec sa femme. Celle-ci l'initie à fabriquer des photogrammes sur papier photosensible.

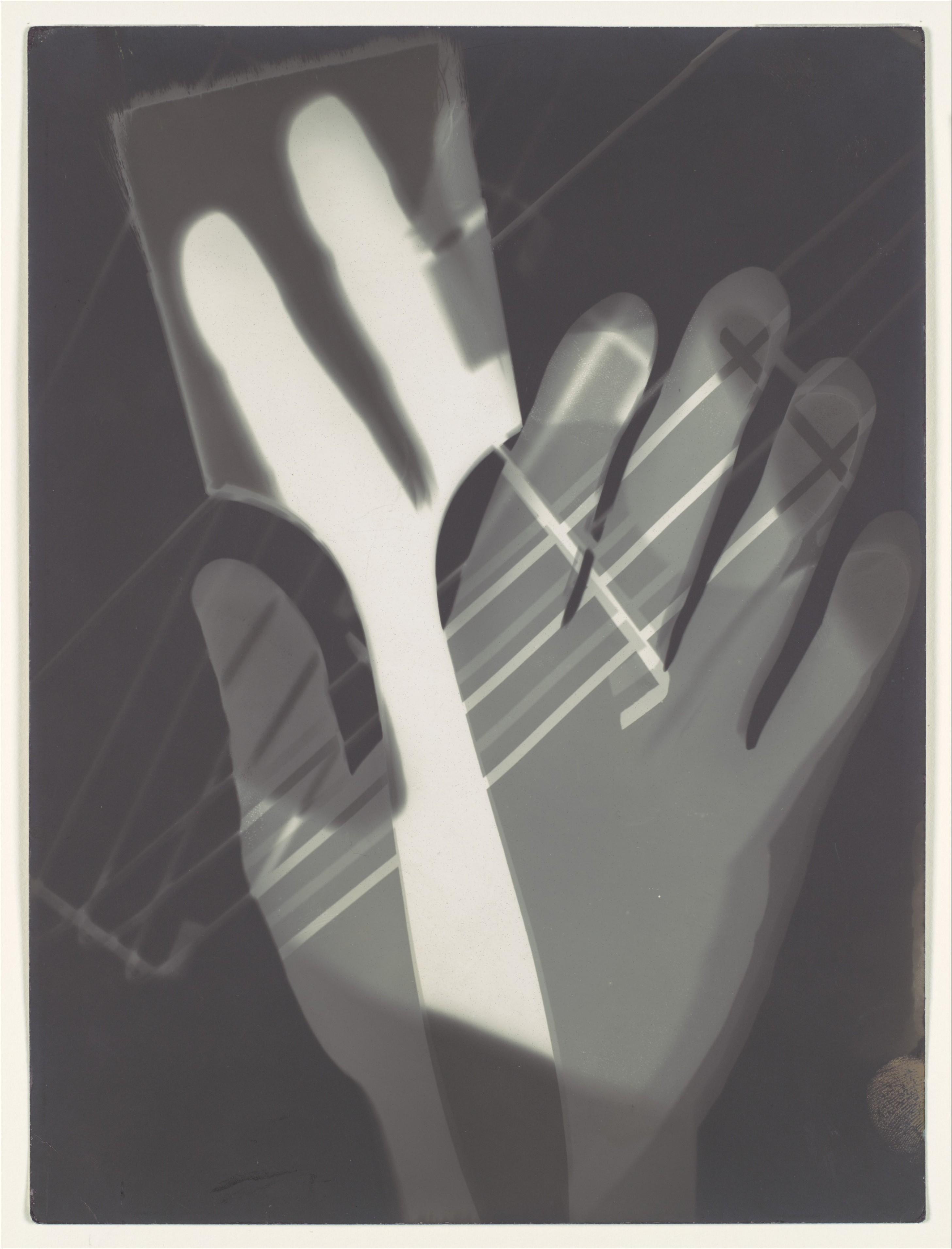
Fotogramm, 1926.

Ses premiers photogrammes sont influencés par les films de Walter Ruttmann, Viking Eggeling et Hans Richter. Il reproche cependant au cinéma abstrait de « privilégier les développements formels au détriment de la représentation du mouvement ». Dans un article Light a medium of plastic expression, publié en 1923 par la revue américaine Broom, Moholy-Nagy explique qu'il « vise à utiliser la lumière comme facteur formel primaire, qui crée l'espace et le mouvement, et élimine la perspective centrale de la photographie ». En regard de cet article, Broom reproduit quatre photogrammes de Moholy-Nagy ainsi que quatre autres réalisés par Man Ray. Les photomontages des dadaïstes lui inspirent une nouvelle variante qu'il appelle « Fotoplastik ». Durant cette période il  esquisse aussi ses idées pour ce qui deviendra sa plus célèbre sculpture, le Modulateur espace-lumière (Licht-Raum Modulator) achevé dans les années 1920,.

### 1919-1928: les années Bauhaus

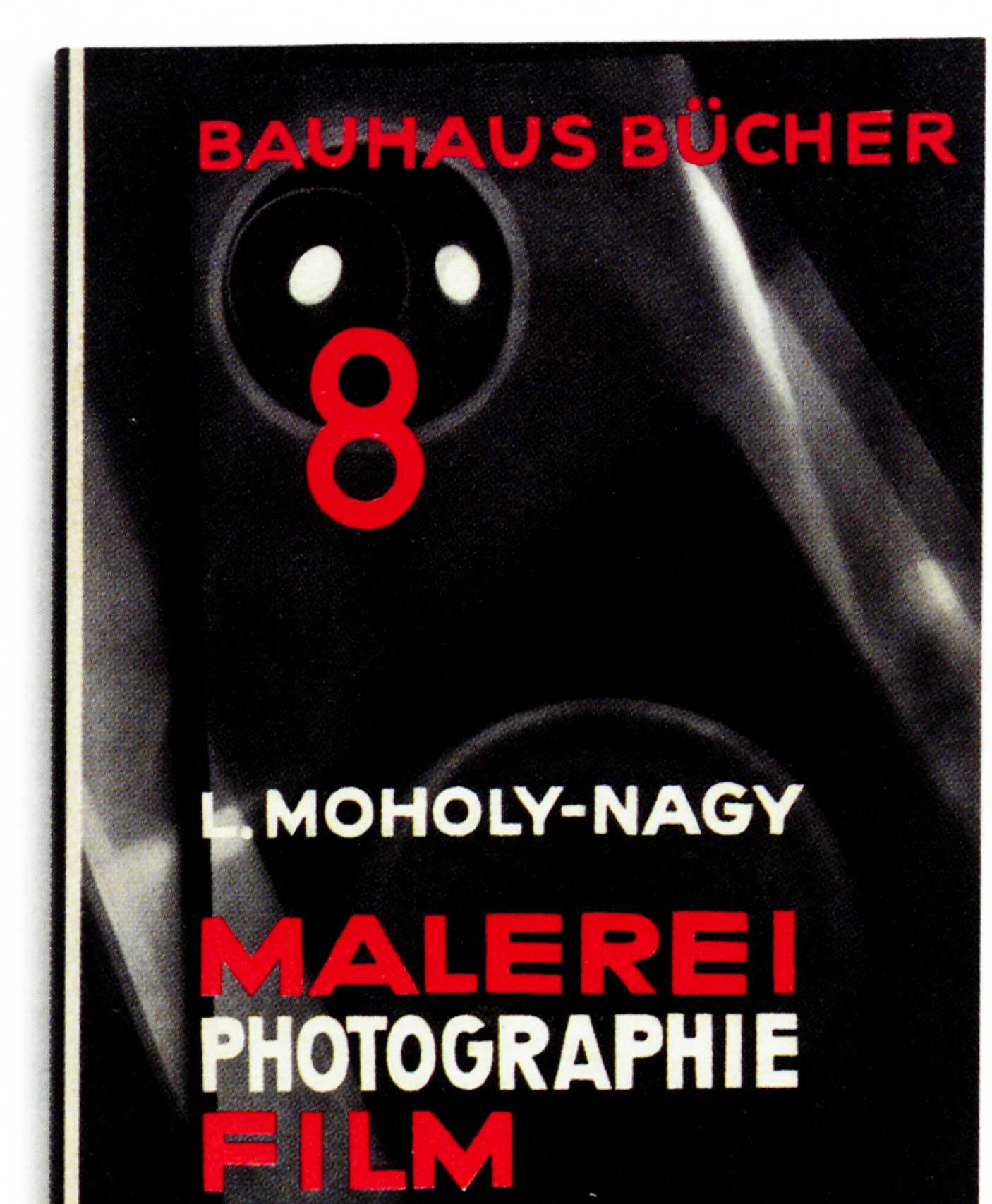
Bauhausbücher numéro 8, 1925.

En février 1923, la galerie Der Sturm organise sa deuxième exposition personnelle, qui permet à Moholy-Nagy de présente ses Telephonbilder (« Tableaux téléphonés ») : il s'agit d'œuvres sur porcelaine émaillée « dont les couleurs observent de subtiles variations en fonction de l'agrandissement ou de la réduction de la composition ».
La même année, Moholy-Nagy est invité à enseigner au Bauhaus de Weimar par son fondateur et directeur, Walter Gropius. Il y reprend le poste de Johannes Itten comme directeur du cours préliminaire. Il remplace également Paul Klee à la tête de l'atelier du métal. Sa venue marque la fin de la tendance expressionniste de l'école. Moholy-Nagy, lui, promeut une vision constructiviste. Ainsi, l’école amorce un rapprochement avec son but initial, à savoir être une école de design industriel.
Moholy-Nagy est le premier artiste de l'Entre-deux-guerres à proposer l'utilisation d'équipements scientifiques tels que le télescope, le microscope et la radiographie dans la création artistique. Il joue également un rôle important dans la publication des Bauhausbücher (« Livres du Bauhaus »), dont il assure aussi la mise en page. En 1925, il publie le livre Malerei. Fotografie. Film (« Peinture. Photographie. Film »), dans lequel expose ses photogrammes.

### 1928-1937: Exils européens
László Moholy-Nagy est rédacteur en chef de la revue néerlandaise International Revue i 10 de 1927 à 1929. L’artiste quitte le Bauhaus en 1928, et Marianne Brandt reprend son rôle de responsable de l'atelier de métallurgie, tandis que Moholy-Nagy fonde son propre studio de design à Berlin. Avec son studio, il réalise plusieurs décors pour l’Opéra national de Berlin puis le théâtre d’Erwin Piscator. Il conçoit également des expositions et des livres, crée des campagnes publicitaires, écrit des articles et réalise des films. Son atelier emploie des artistes et des designers comme Istvan Seboek, György Kepes, et Andor Weininger.
En 1929, Moholy-Nagy se sépare de sa première femme, Lucia, mais deux ans plus tard, en 1931, il rencontre l'actrice et scénariste Sibyl Pietzsch qu'il épouse en 1932. Ils auront deux filles, Hattula (née en 1933) et Claudia (1936-1971).

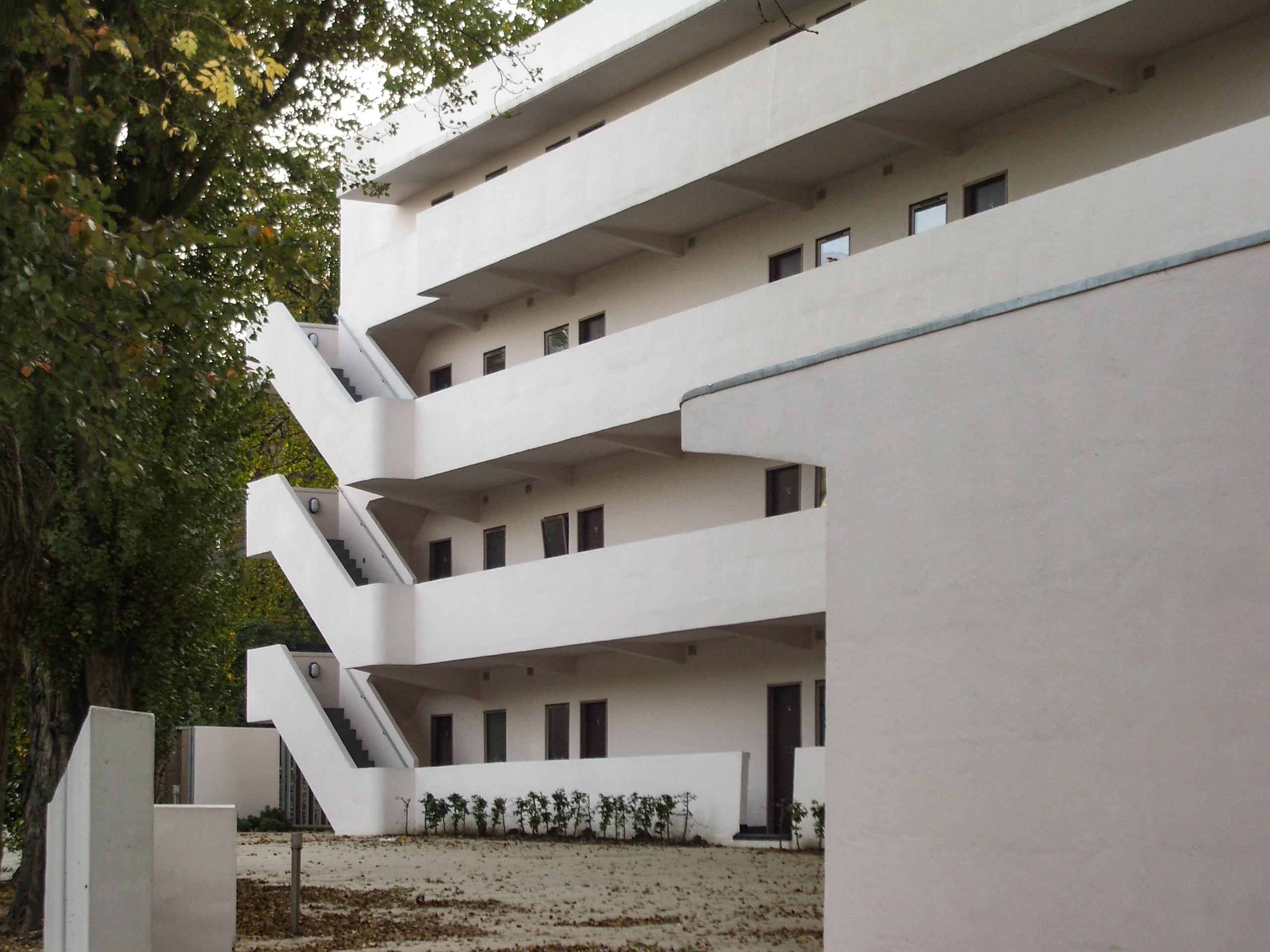
Immeuble Isokon, résidence de plusieurs collaborateurs de la société, dont László Moholy-Nagy.

Après l'arrivée au pouvoir des nazis en Allemagne en 1933, Moholy-Nagy n'est plus autorisé à travailler à cause de ses origines juives. En 1934, il s’exile tout d’abord aux Pays-Bas, où il sera actif principalement dans le commerce, avant de déménager avec sa famille à Londres en 1935. En Angleterre, László Moholy-Nagy fait partie du cercle des artistes et intellectuels émigrés qui se sont installés à Hampstead. Il est engagé par Jack Pritchard pour créer du contenu publicitaire pour sa société Isokon. Il y retrouve Walter Gropius, avec lequel il projette de créer une version anglaise du Bauhaus, mais faute de soutiens, le projet ne verra pas le jour.
László Moholy-Nagy gagne sa vie à Londres en acceptant divers emplois dans le design commercial, comme chez Imperial Airways. Il photographie l'architecture contemporaine pour la revue The Architectural Review dont le rédacteur en chef adjoint est John Betjeman. Celui-ci lui commande des photographies pour illustrer son livre An Oxford University Chest. Il est commissionné pour réaliser les films Lobsters (1935) et New Architecture and the London Zoo (1936). Il commence également à expérimenter la peinture sur plastique transparent, comme le polyméthacrylate de méthyle.
En 1936, le producteur de films hongrois Alexander Korda le charge de concevoir effets spéciaux pour le film Things to Come (« Les Mondes futurs ») adapté du roman de H. G. Wells. László Moholy-Nagy crée des sculptures cinétiques et des effets de lumière abstraits, mais ils ne seront pas utilisés par le réalisateur du film William Cameron Menzies,. À l'invitation de l’architecte britannique Leslie Martin, il donne également une conférence à l’école d’architecture de Kingston upon Hull
En 1937, les Nazis intègrent ses œuvres dans l’exposition Art dégénéré organisée à Munich.

### 1937-1946: Les États-Unis
À l’automne 1937, László Moholy-Nagy fonde le New Bauhaus dans la ville de Chicago à l'invitation de l'Association des arts et de l'industrie de la ville. Cette école de design reprend les concepts créatifs du Bauhaus allemand. En raison de problèmes financiers, l’école ferme en 1938, mais cette fermeture sera de courte durée car, grâce à des soutiens qu'il a trouvés, Moholy-Nagy rouvre l'école la même année, sous le nom de Chicago School of Design. En 1944, cette école devient l'Institute of Design et en 1949 elle est intégrée au nouveau système universitaire de l'Institut de technologie de l'Illinois. L’établissement est le premier à proposer aux États-Unis un doctorat en design. Moholy-Nagy conserve le poste de directeur jusqu’en 1945. Durant son mandat, il organise des cours d’été dans plusieurs établissements. À l’été 1940, il donne des cours au Mills College d'Oakland en Californie et en 1942, des cours d’été ont lieu au Women's Teachers College à Denton, au Texas.
En avril 1946, László Moholy-Nagy obtient la nationalité américaine, quelques mois avant de mourir, le 24 novembre 1946 à Chicago, d'une leucémie diagnostiquée un an auparavant. Il est enterré au cimetière de Graceland à Chicago.

## Postérité
En 1995 et 1996 le Centre Georges-Pompidou présente plus de quatre cents photogrammes de l’artiste lors de l’exposition « Laszlo Moholy-Nagy - Compositions lumineuses, photogrammes, 1922 - 1943 ». À l'automne 2003, la Fondation Moholy-Nagy est créée pour mener des recherches sur la vie et l'œuvre de l’artiste. En 2005, l'Université hongroise d'arts appliqués de Budapest (Magyar Iparművészeti Egyetem) est renommée Université d'art appliqué Moholy-Nagy (Moholy-Nagy Művészeti Egyetem), en son honneur. En 2016, le musée Solomon R. Guggenheim de New York présente une rétrospective de l'œuvre de László Moholy-Nagy qui comprend des peintures, des films, des photographies et des sculptures.

## Analyse
Avec Christian Schad et Man Ray, László Moholy-Nagy fait partie des premiers artistes à investir les champs plastiques de la photographie qui devient un de ses médiums le plus récurrent. Avec ses photogrammes, l’historien de l’art Herbert Molderings juge que l’artiste « veille à ce que le spectateur ne puisse, autant que faire se peut, reconnaître les formes et les objets utilisés lors de la réalisation du photogramme ».

## Œuvres

### Peintures, affiches et collages
- 1920 : 
  - Grau-Schwarz-Blau (Gris-Noir-Bleu), au Musée Ludwig, à Cologne.
  - Composition 19.
- 1923 : 
  - Auf weissen Grund (Sur fond blanc), au Musée Ludwig, à Cologne.
  - Composition K XVII, à la Kunsthalle de Bielefeld.
- Space CH2, huile sur toile[30]

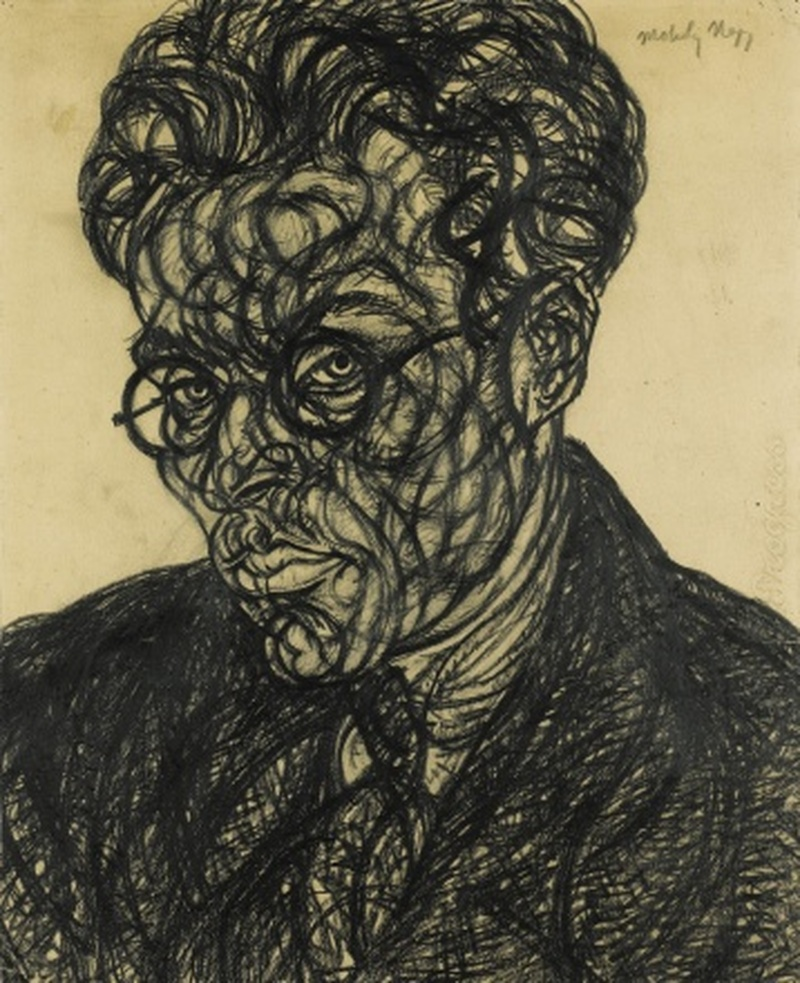
Self portrait (1918)
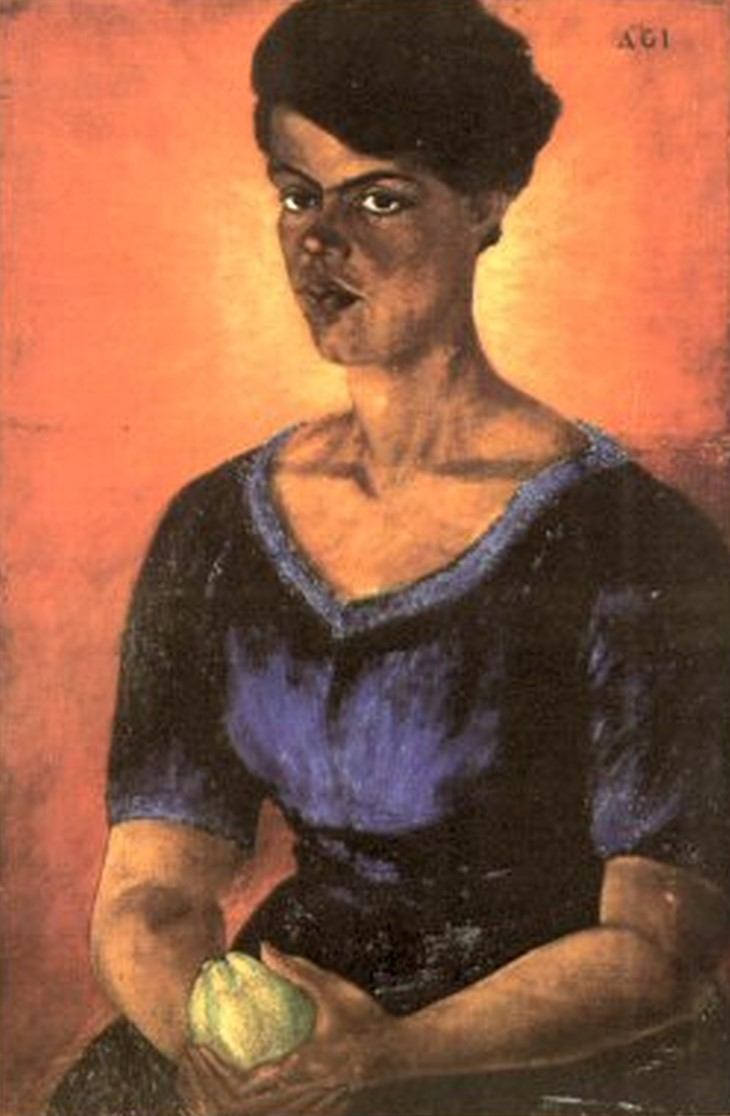
Ágota Fischhof (1918)
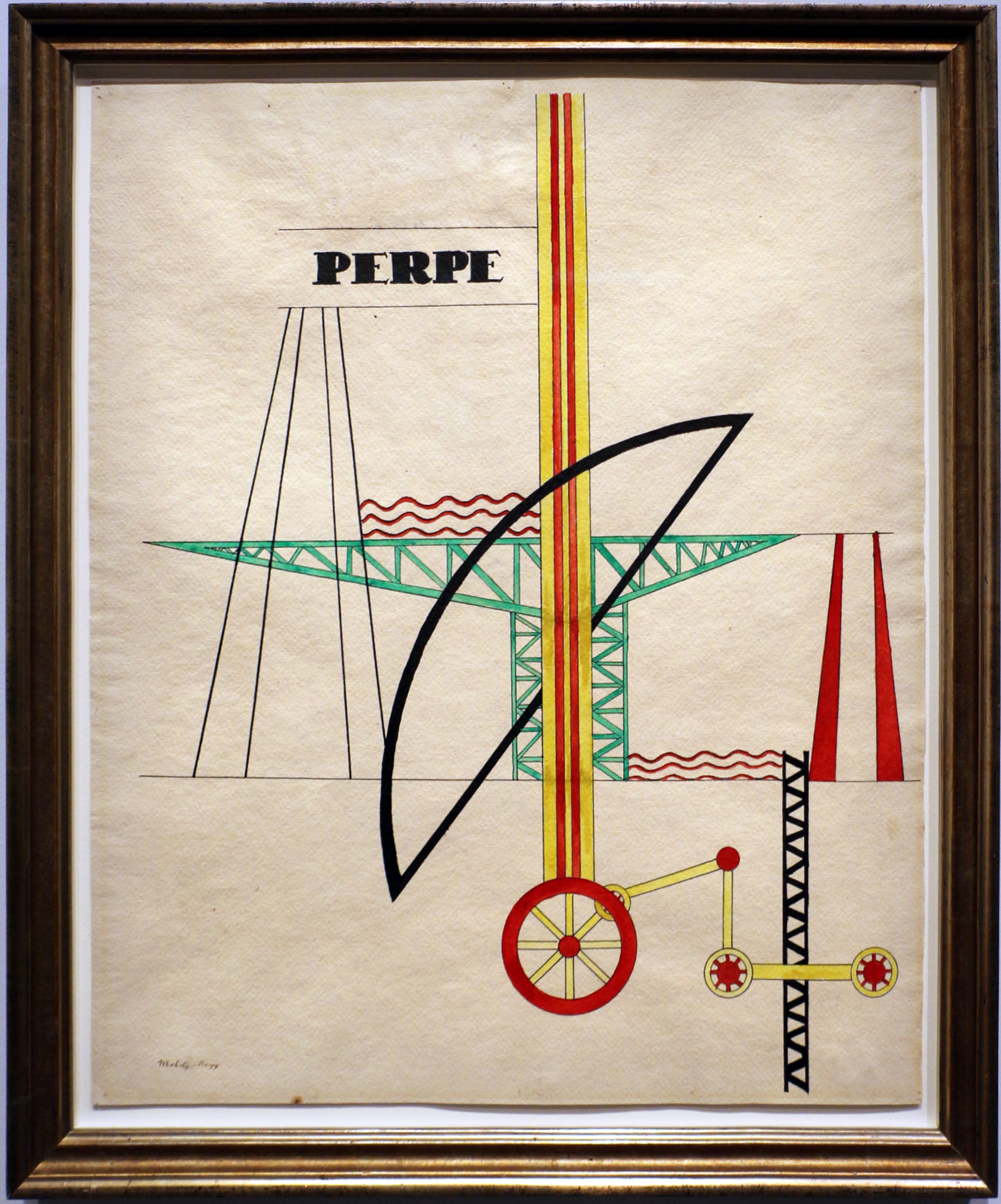
Perpe (1919)
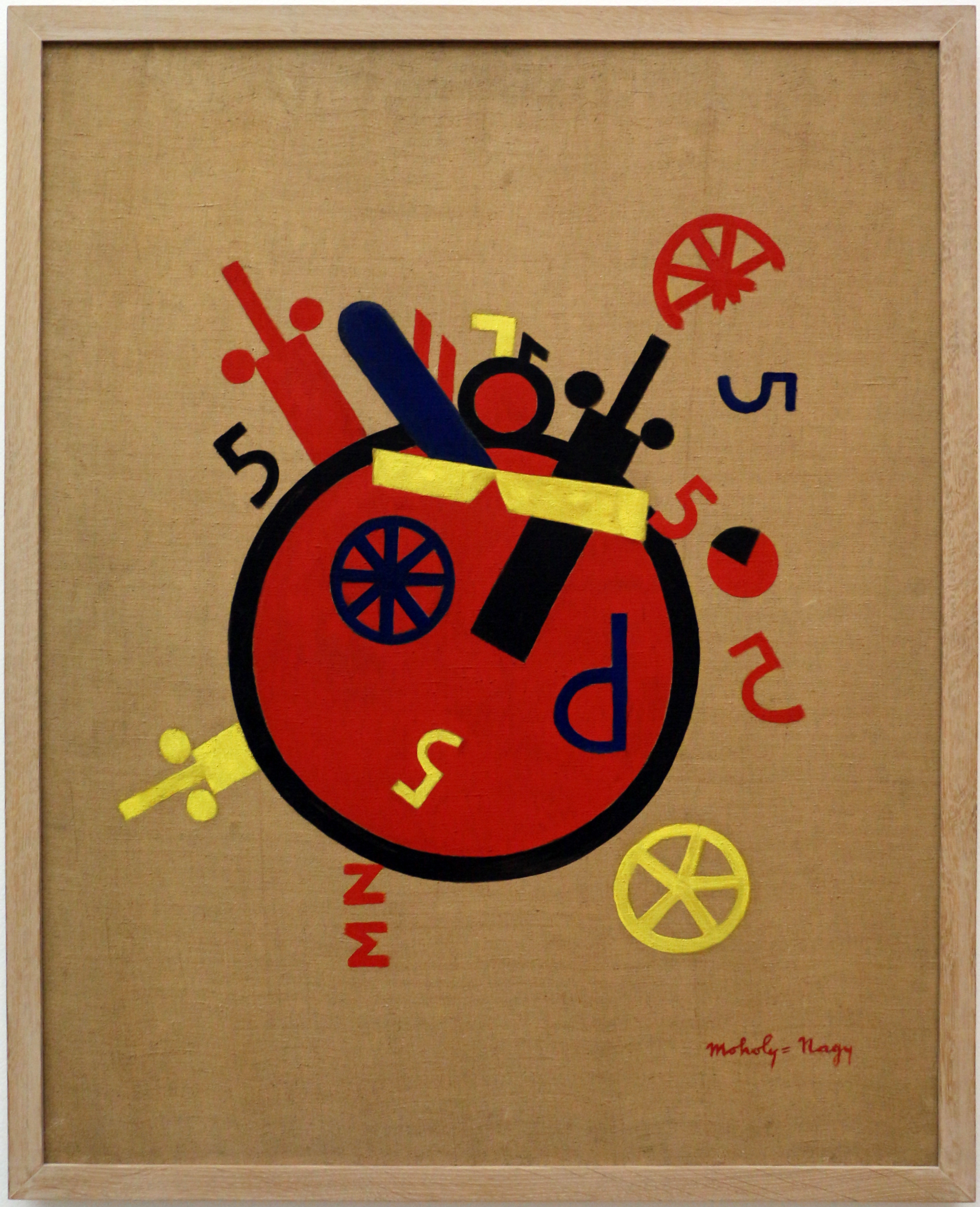
Great machine of emotion (1920)
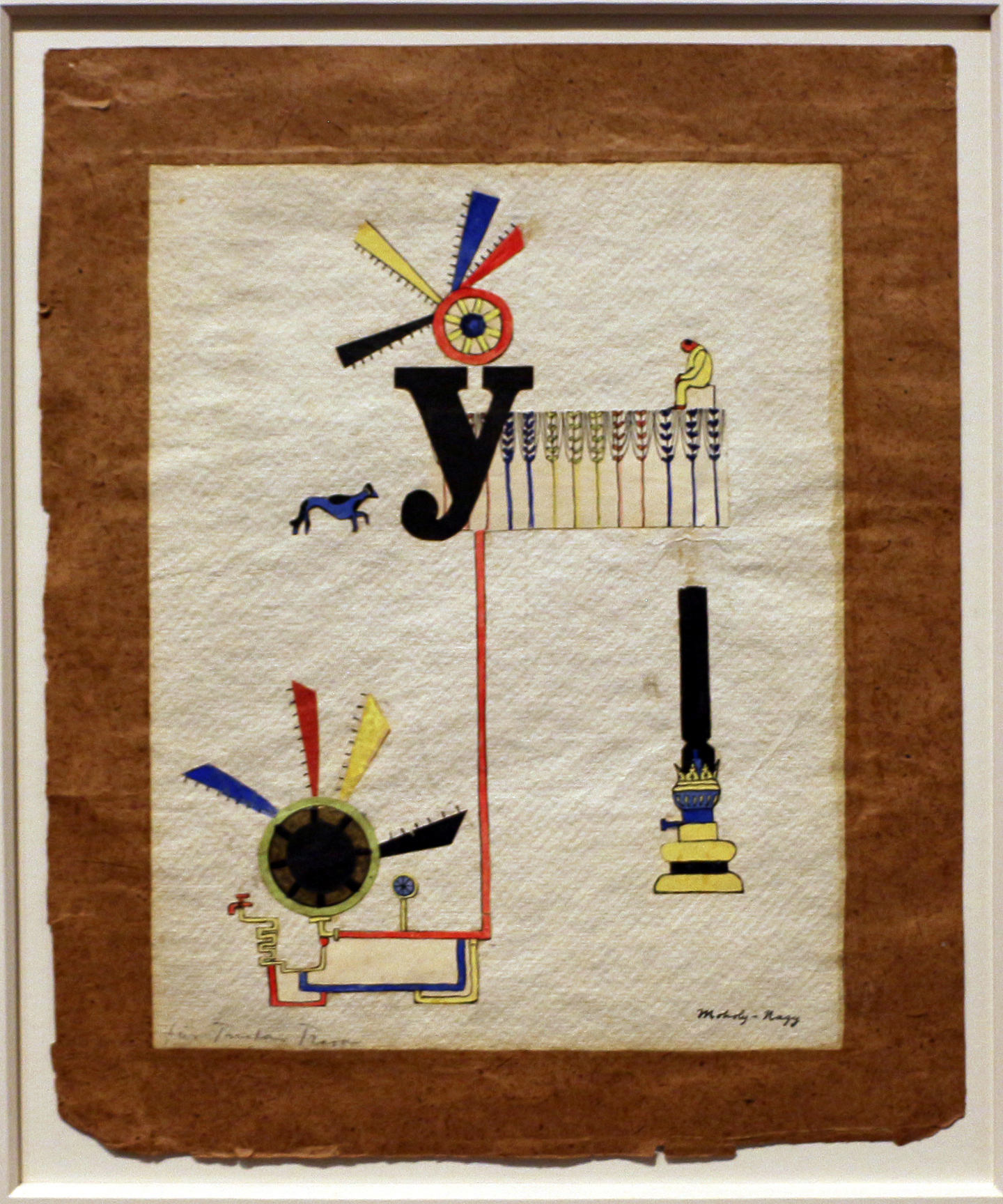
Y (1920-1921)
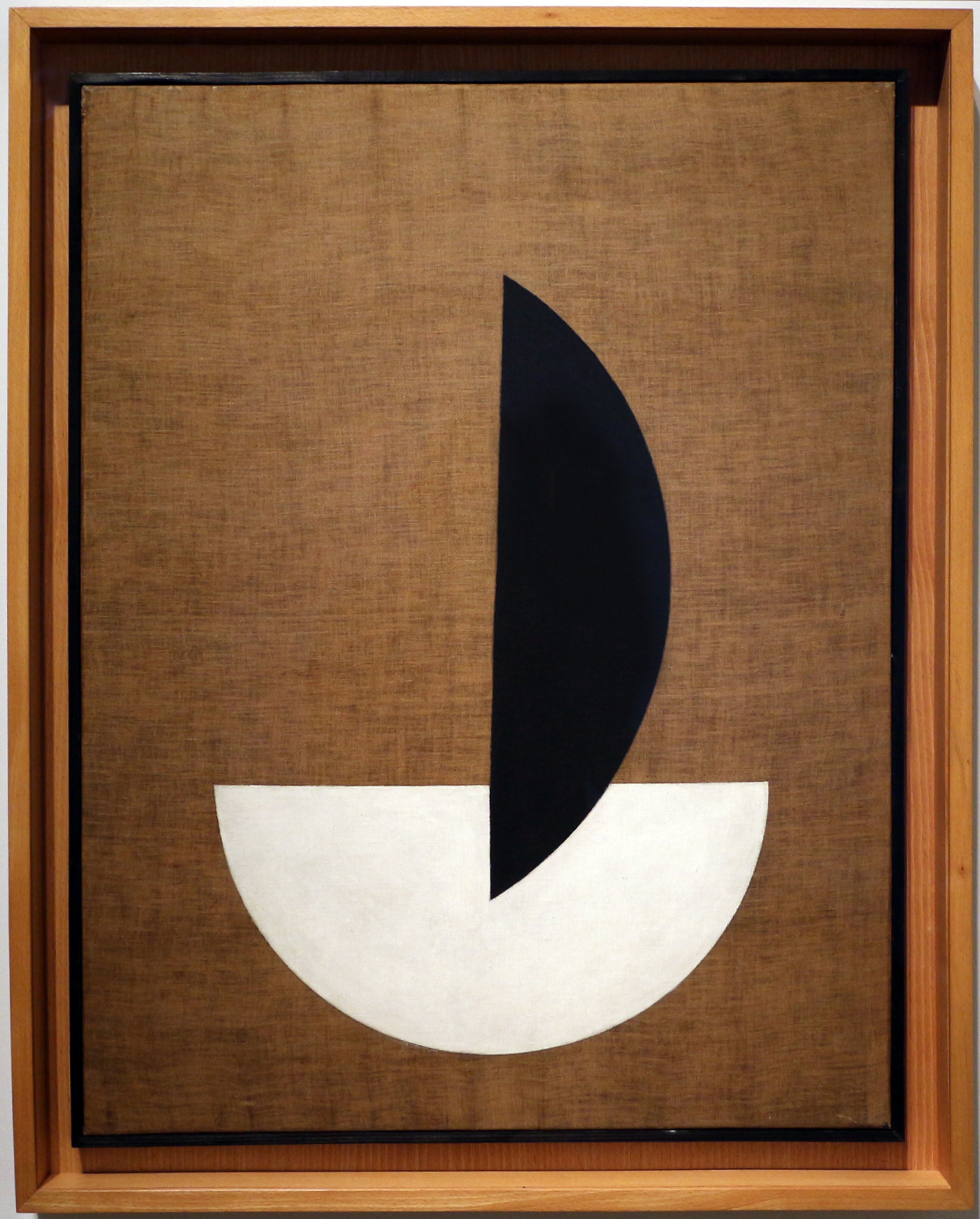
Circular segments (1921)
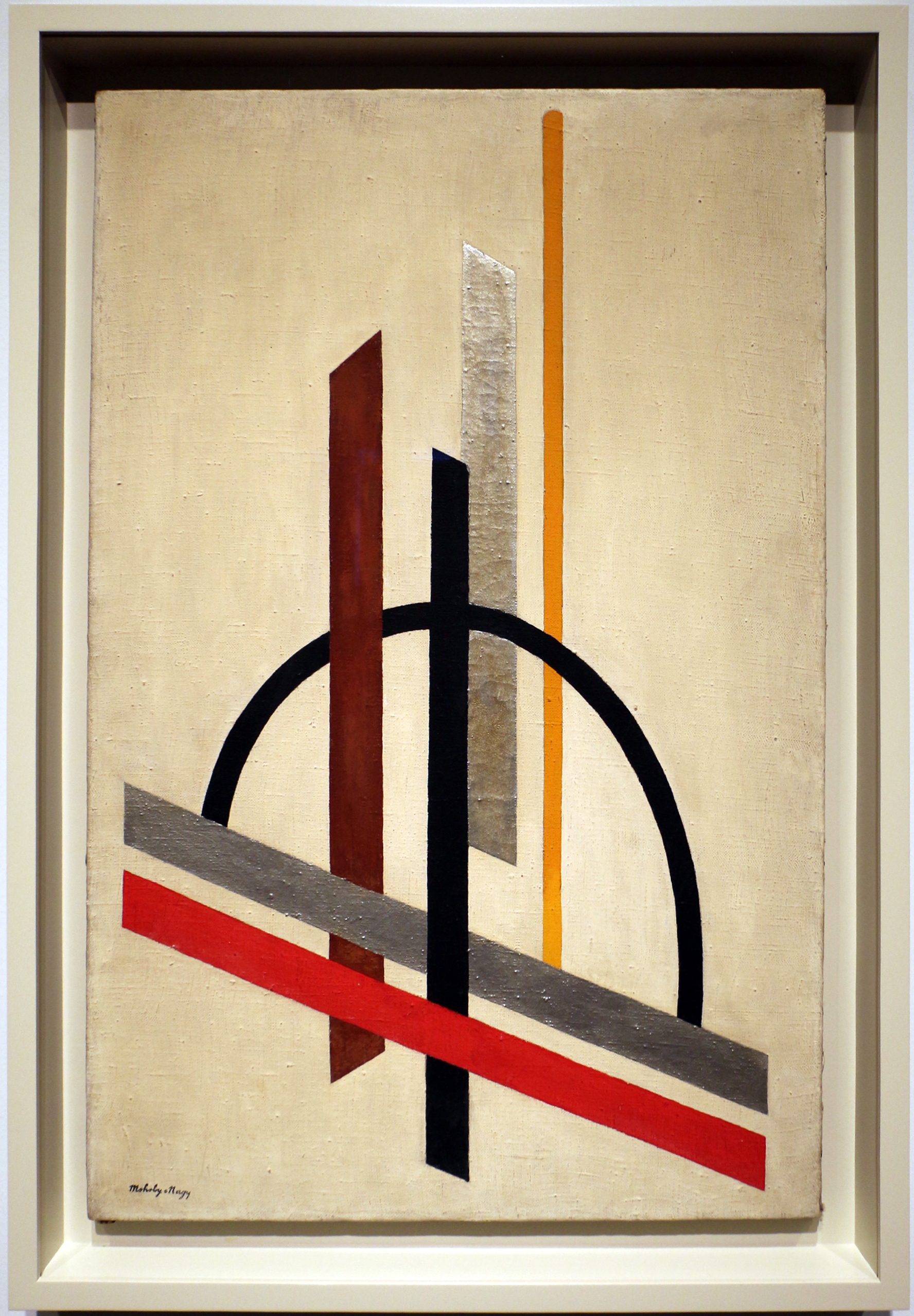
Architecture (Eccentric Construction) (c. 1921)
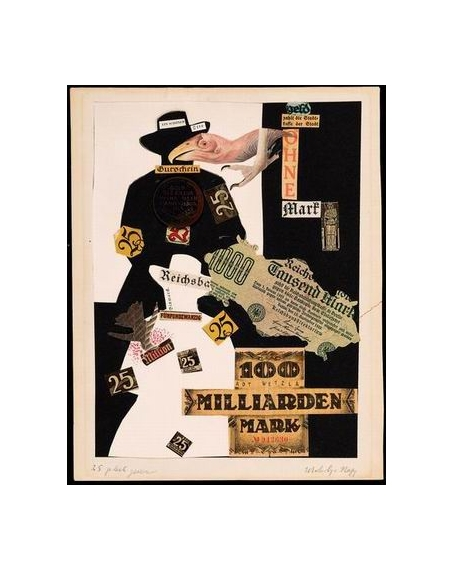
25 bankruptcy vultures (1922)
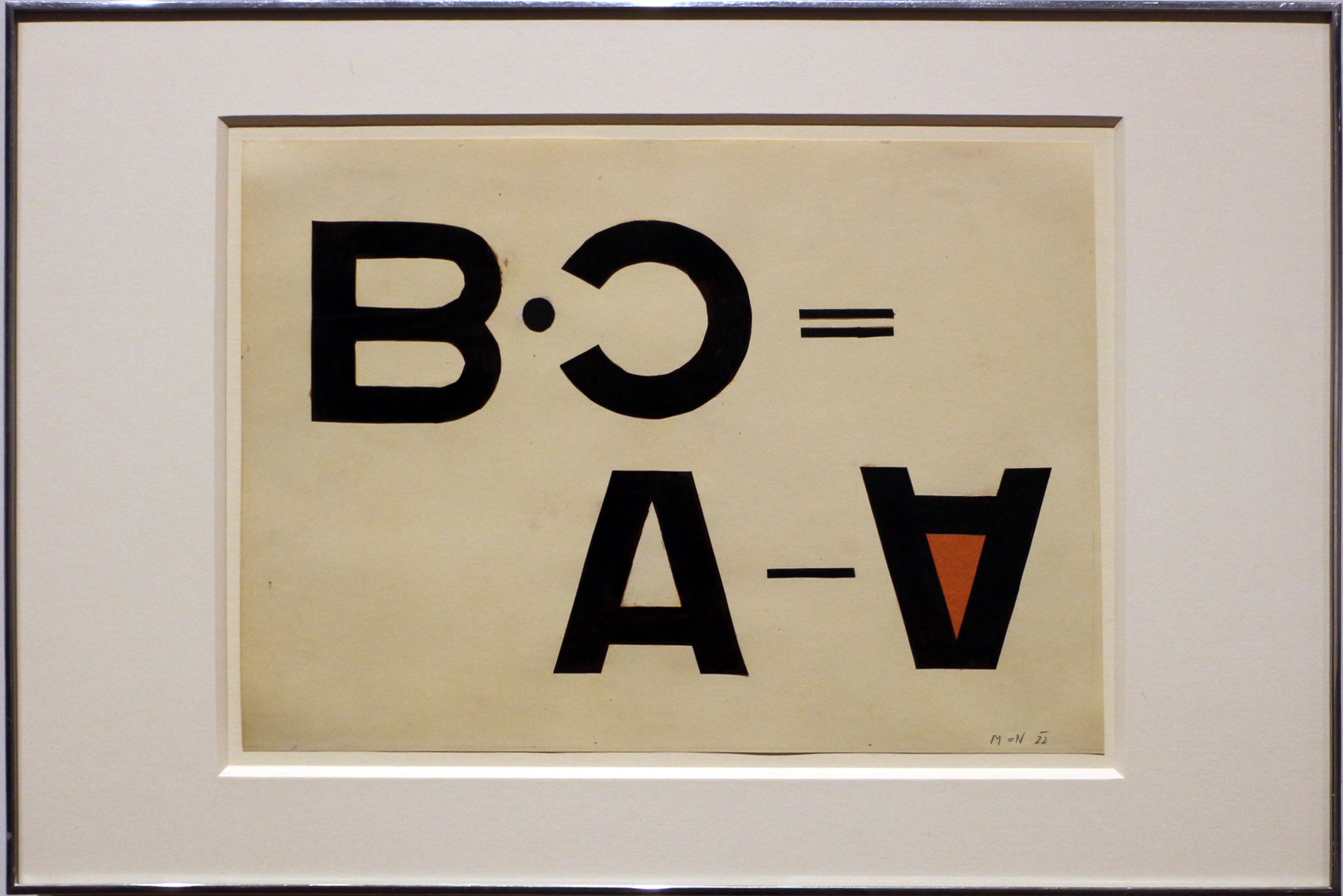
Typographic collage (1922)
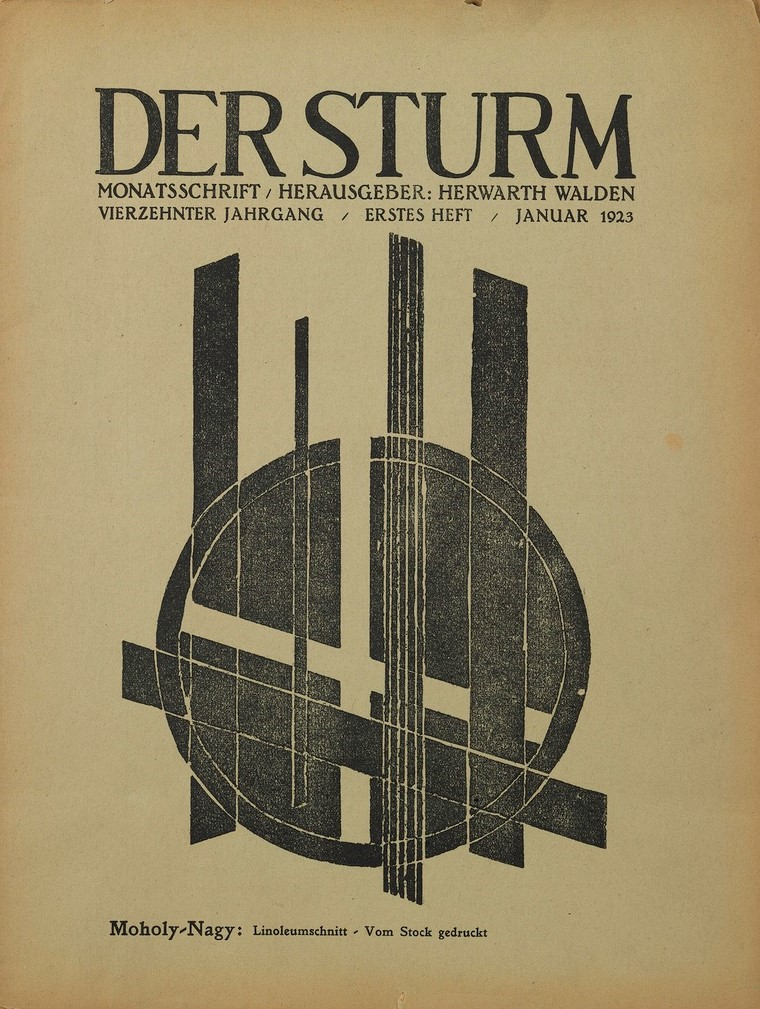
Couverture du magazine Der Sturm (1923)
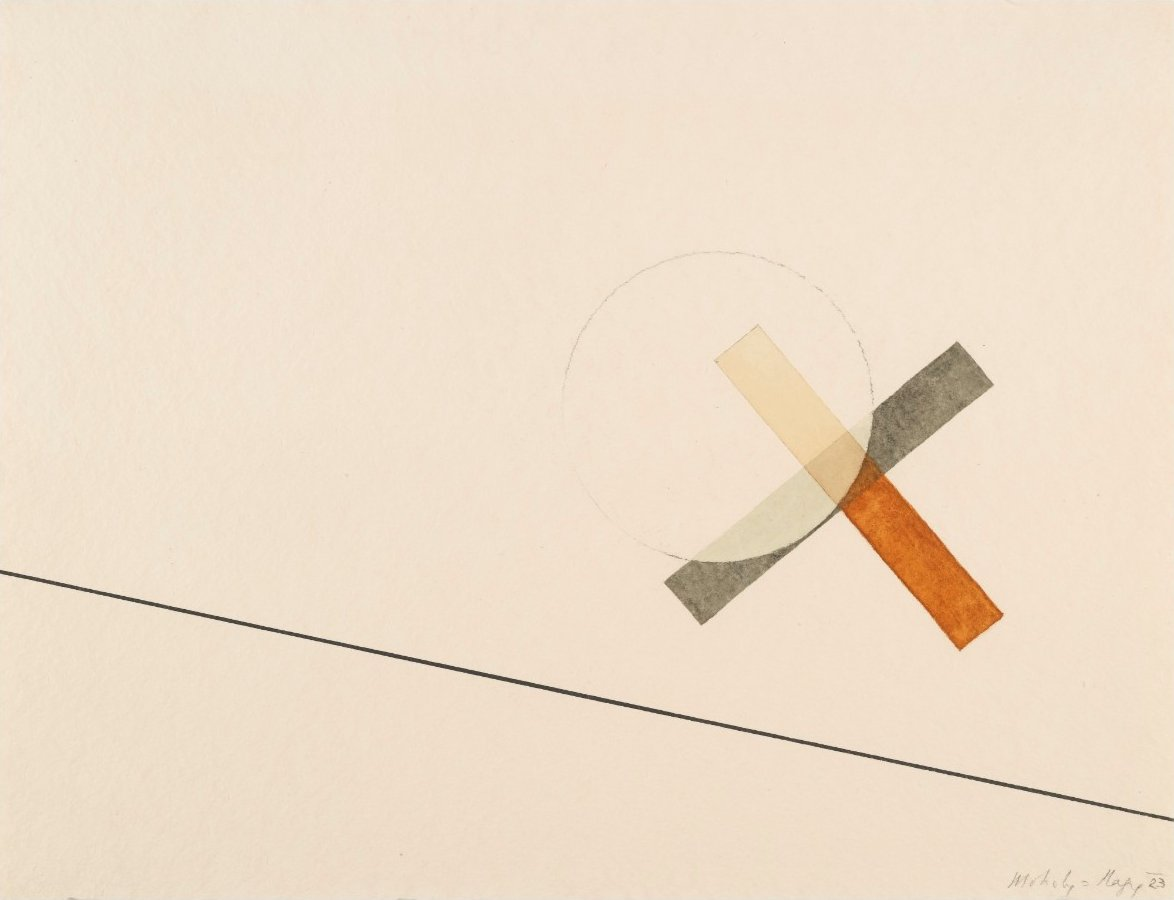
Untitled (1923)
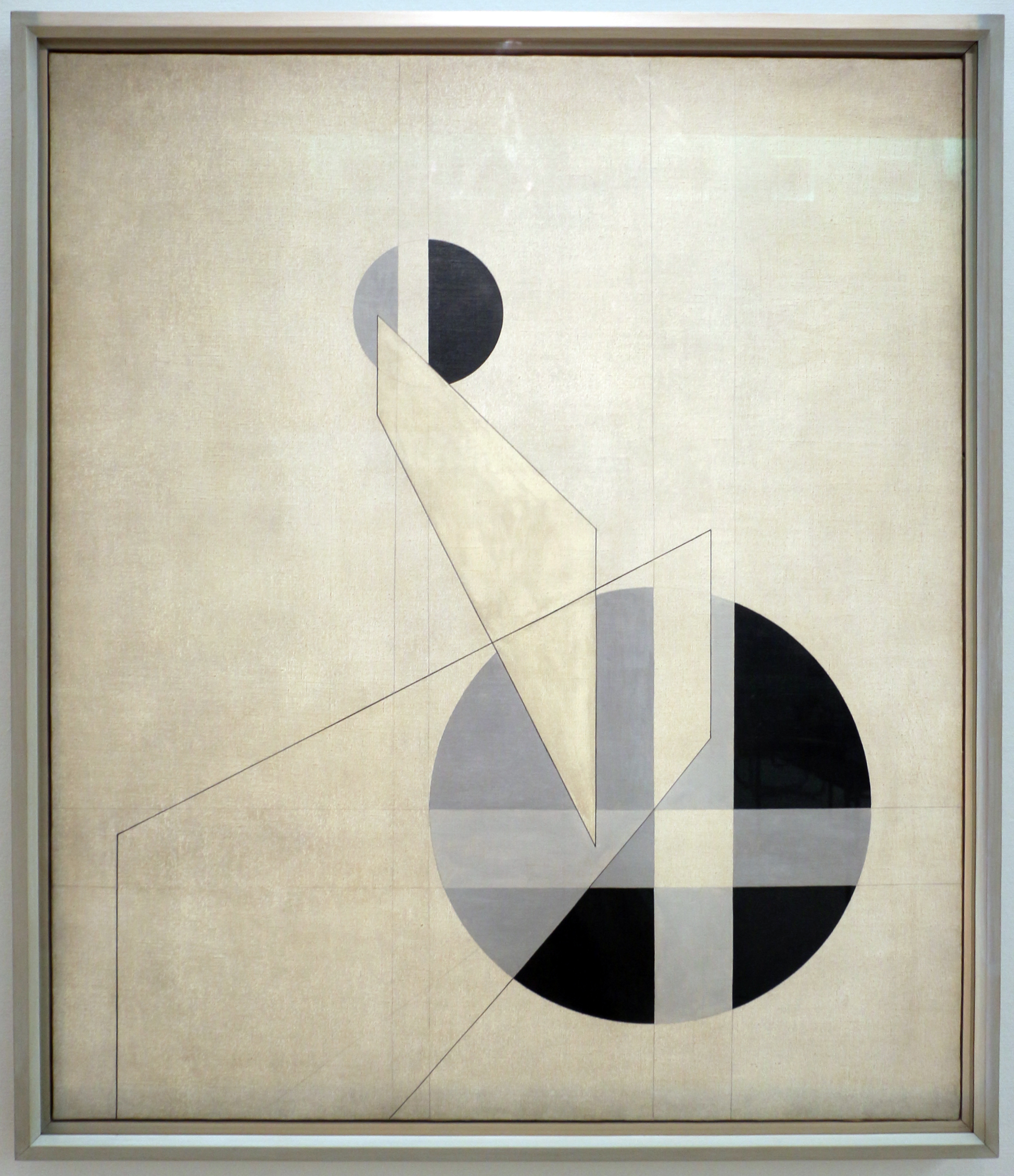
A.XX (1924)
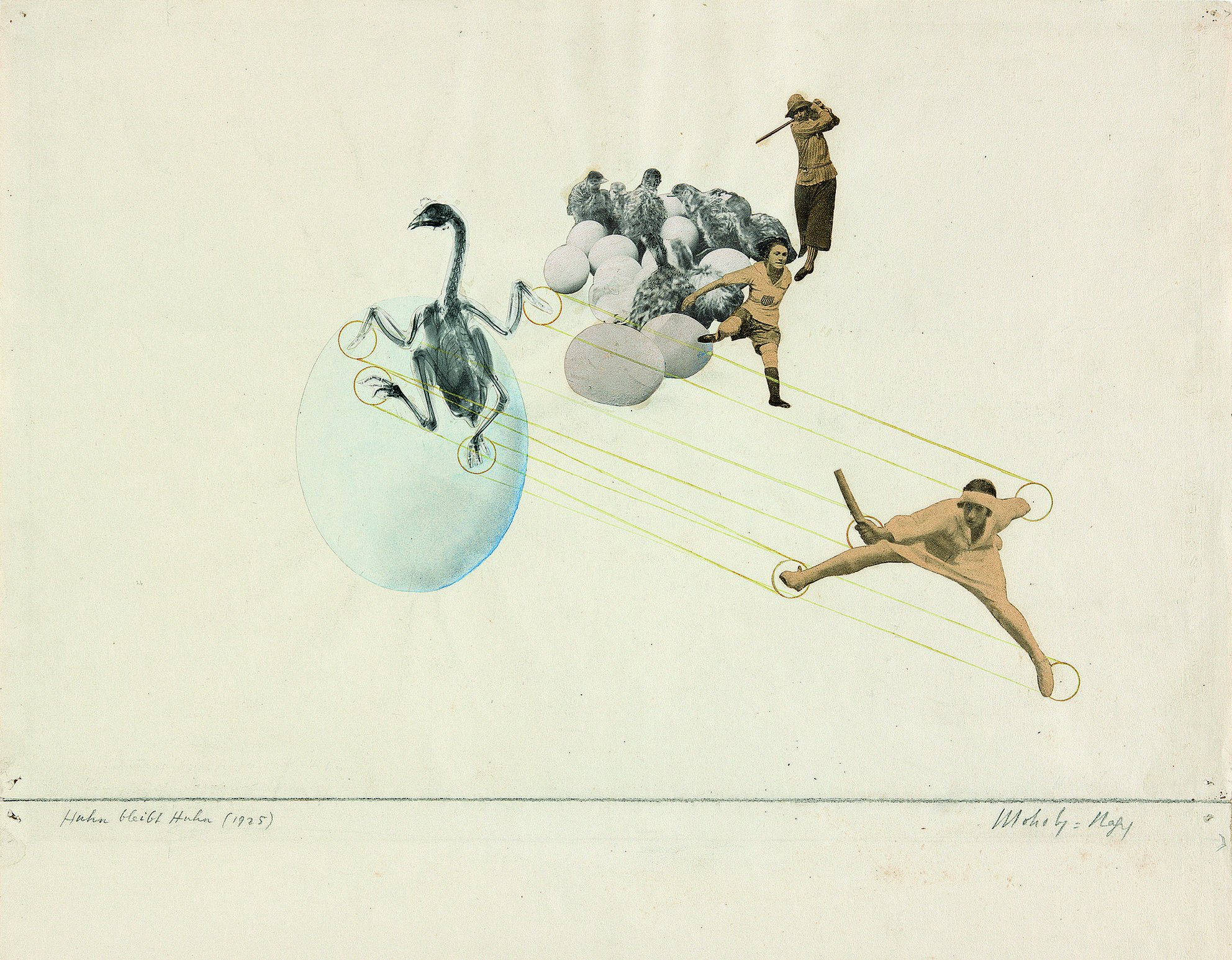
Once a Chicken, Always a Chicken (1925)
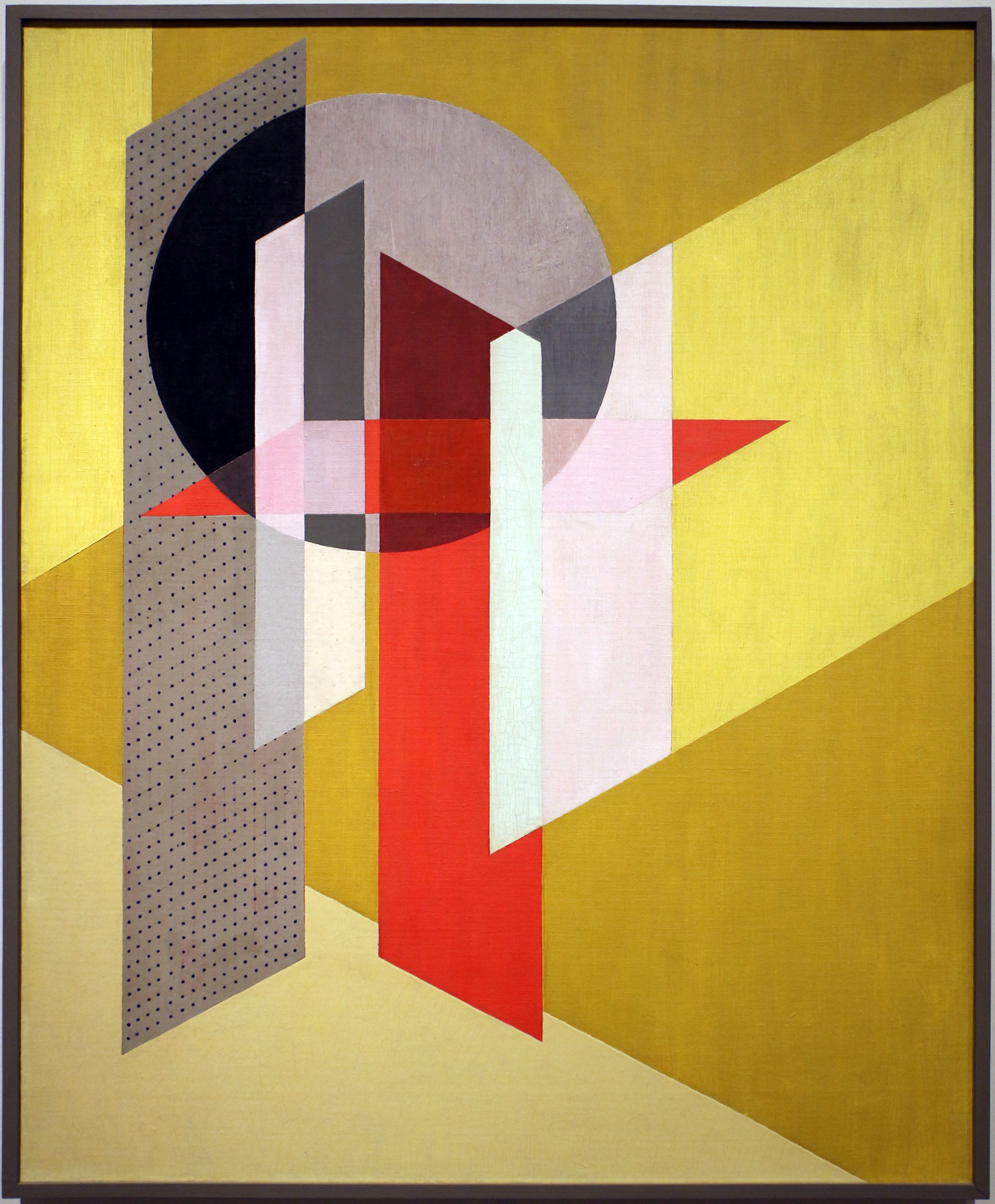
Z VII (1926)
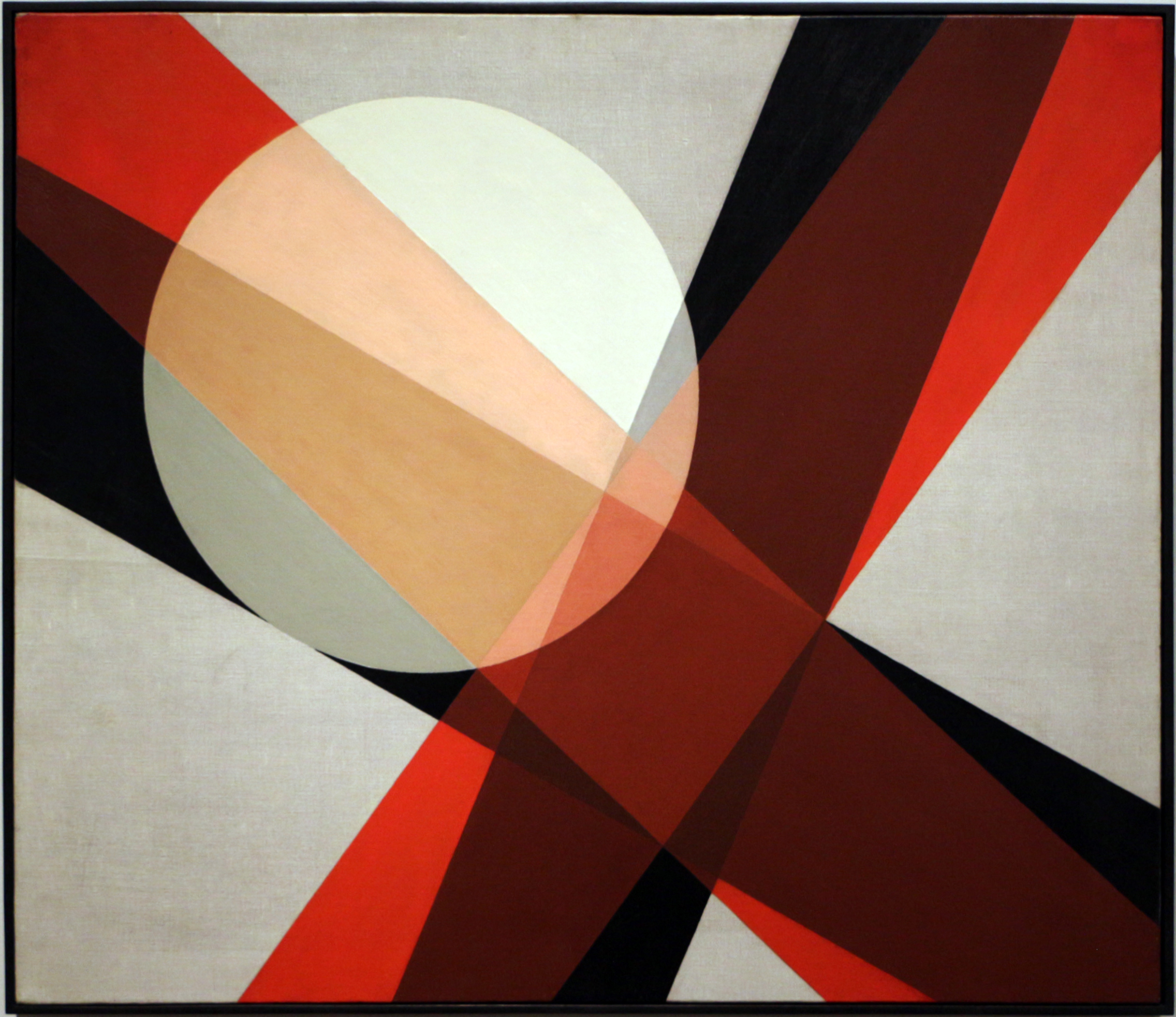
A 19 (1927)
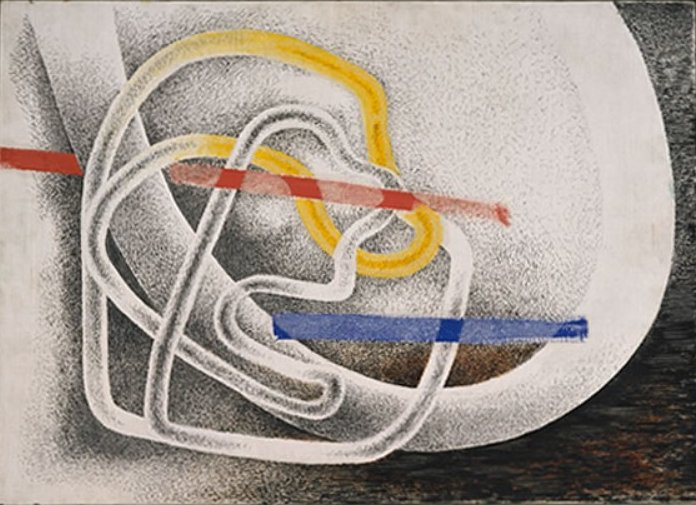
CH XI (1929)
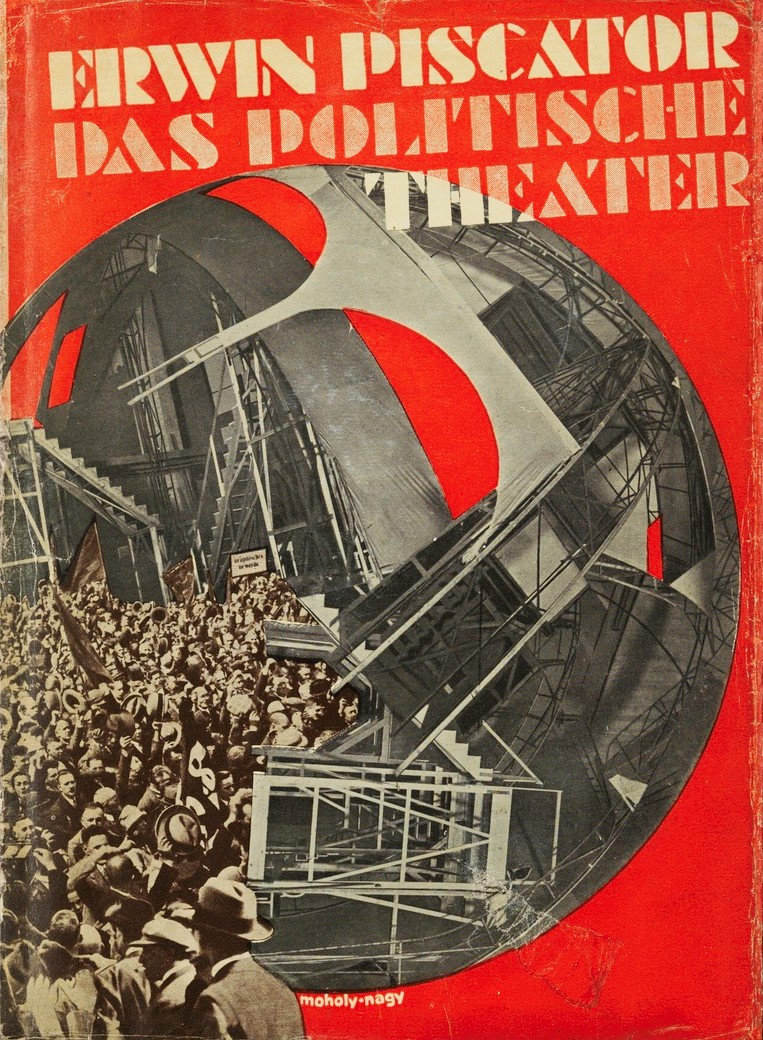
Erwin Piscator - Das politische Theater (1929)
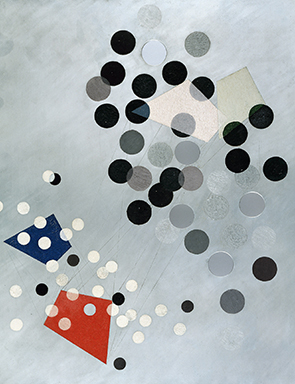
Construction AL6 (1933-1934)
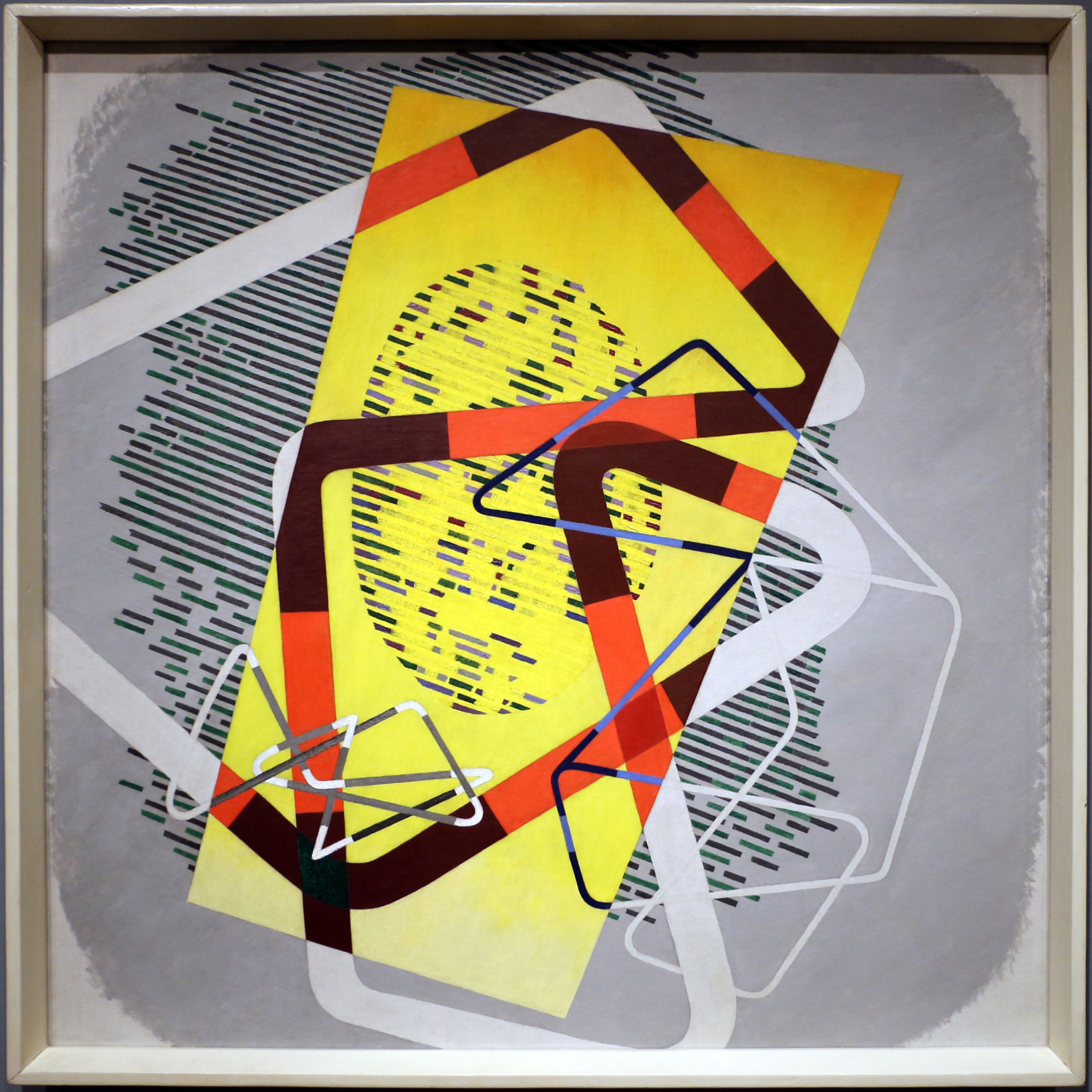
Space modulator (1938-1940)
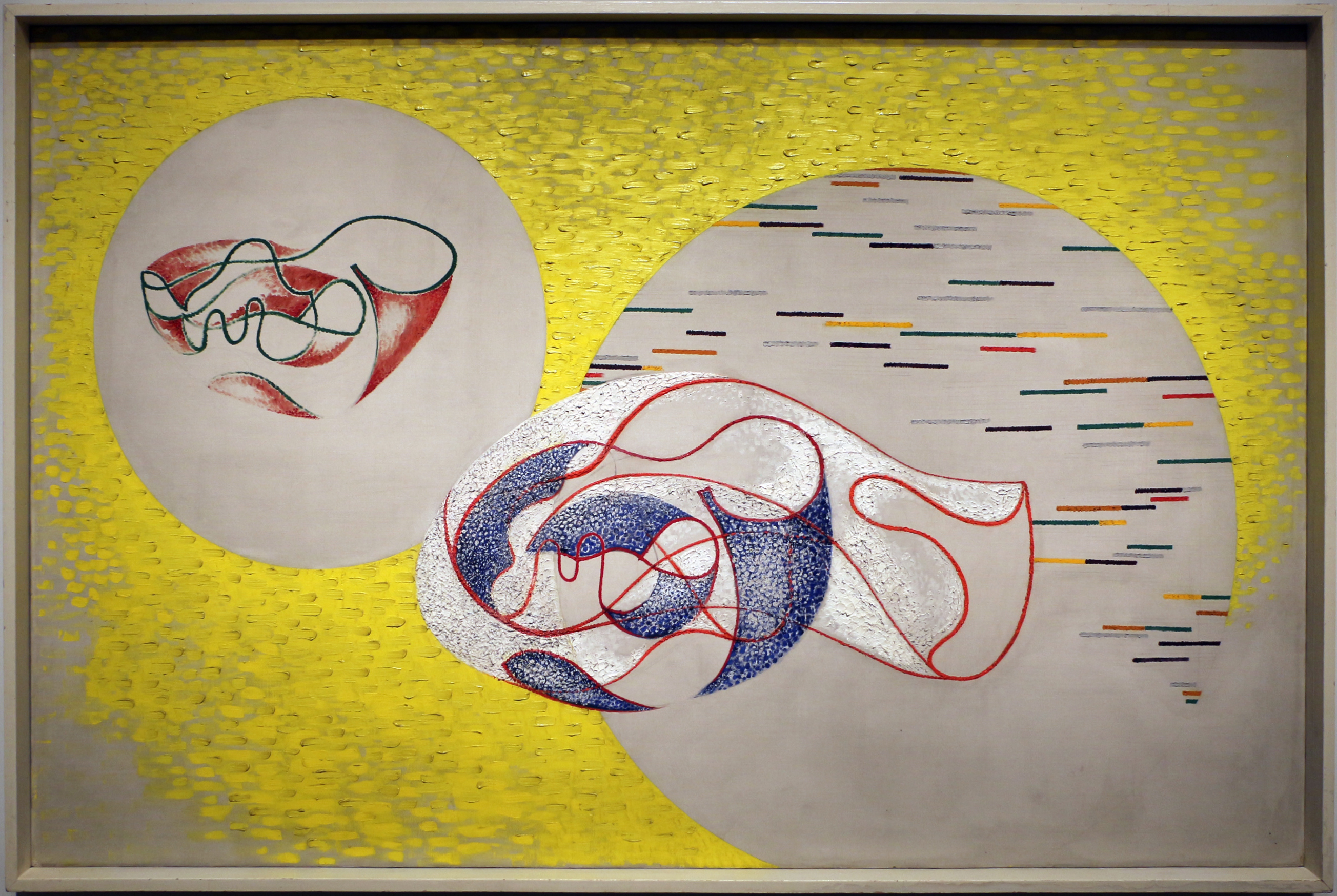
CH B3 (1941)
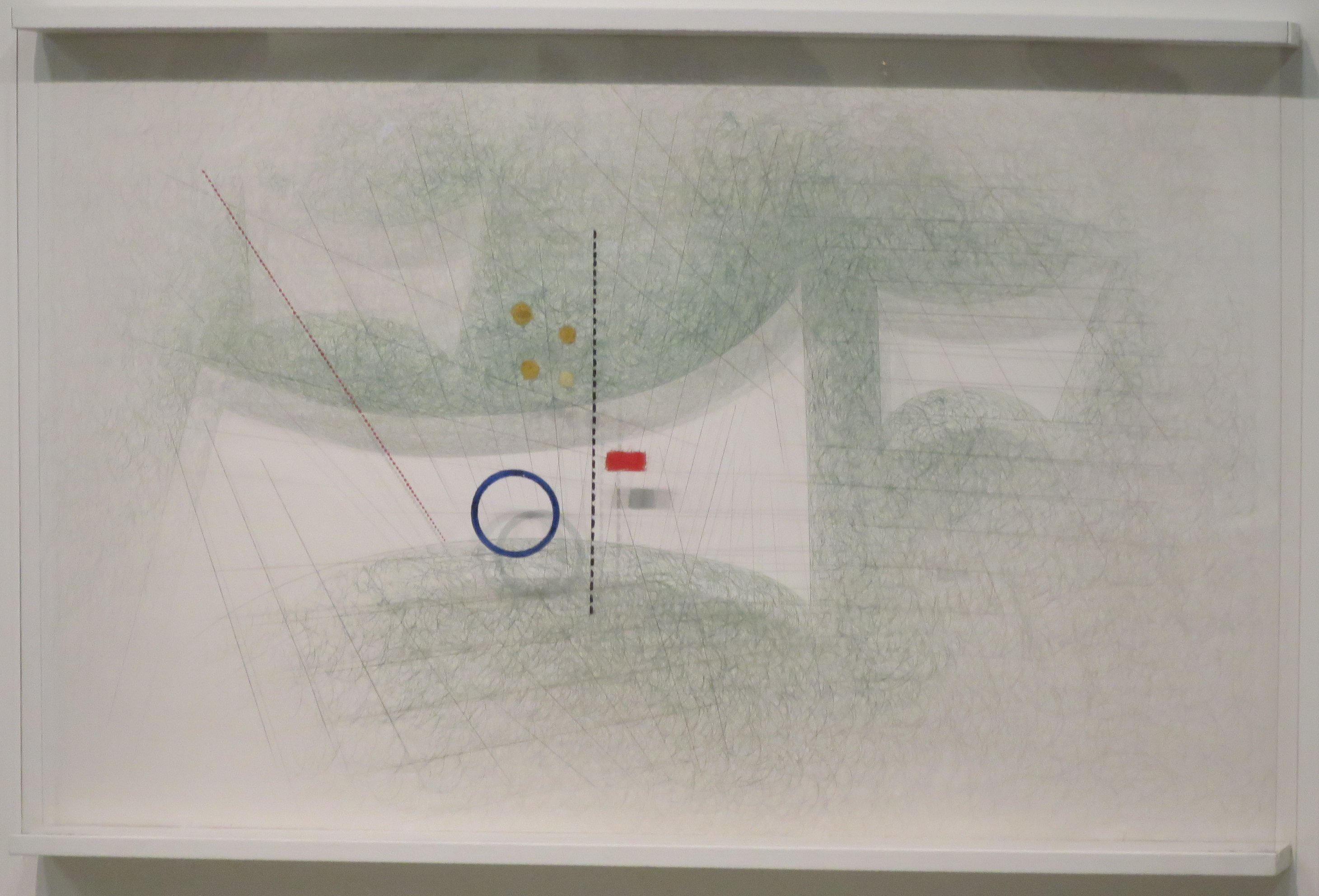
CPL 4 (1941)
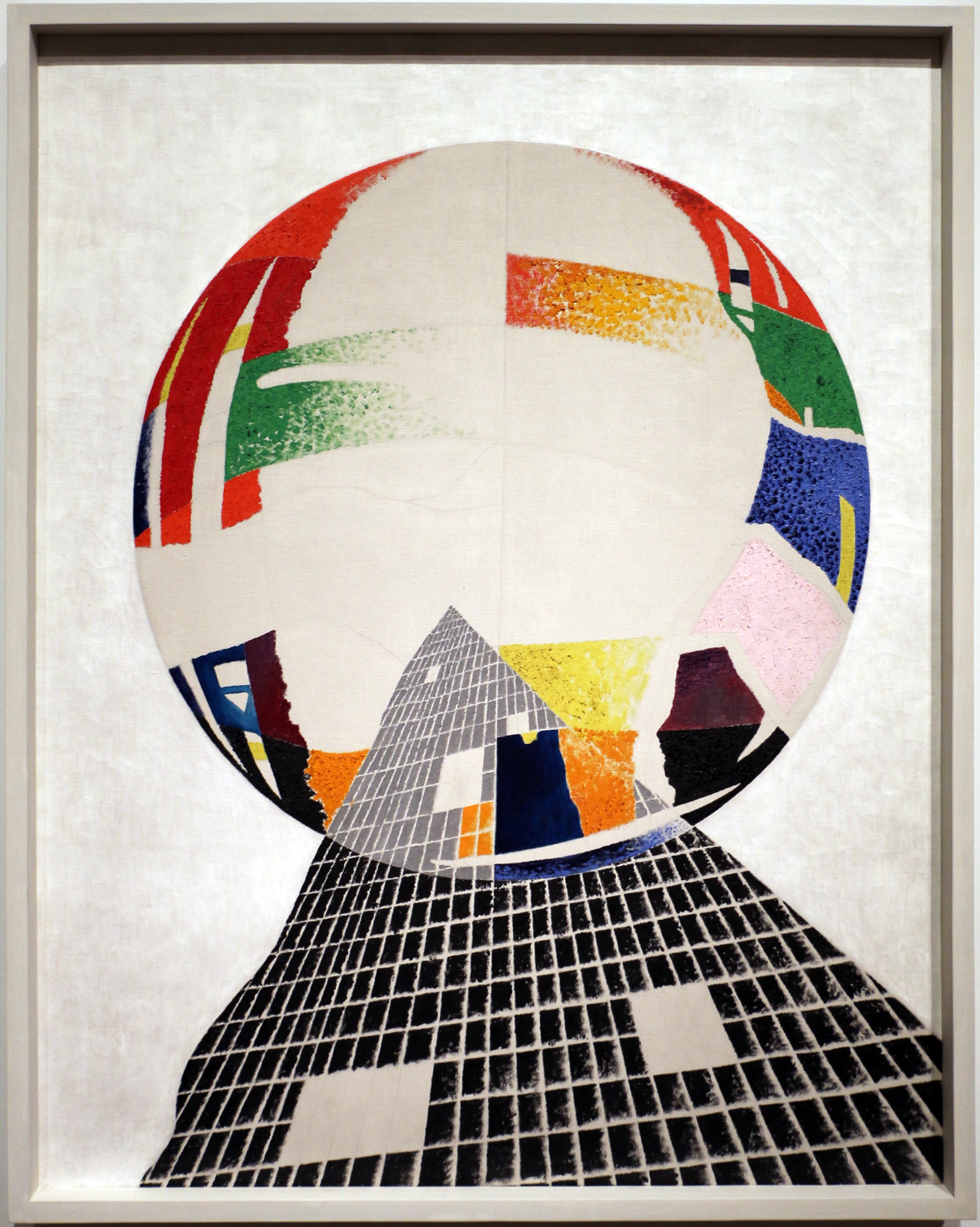
Nuclear I (1945)
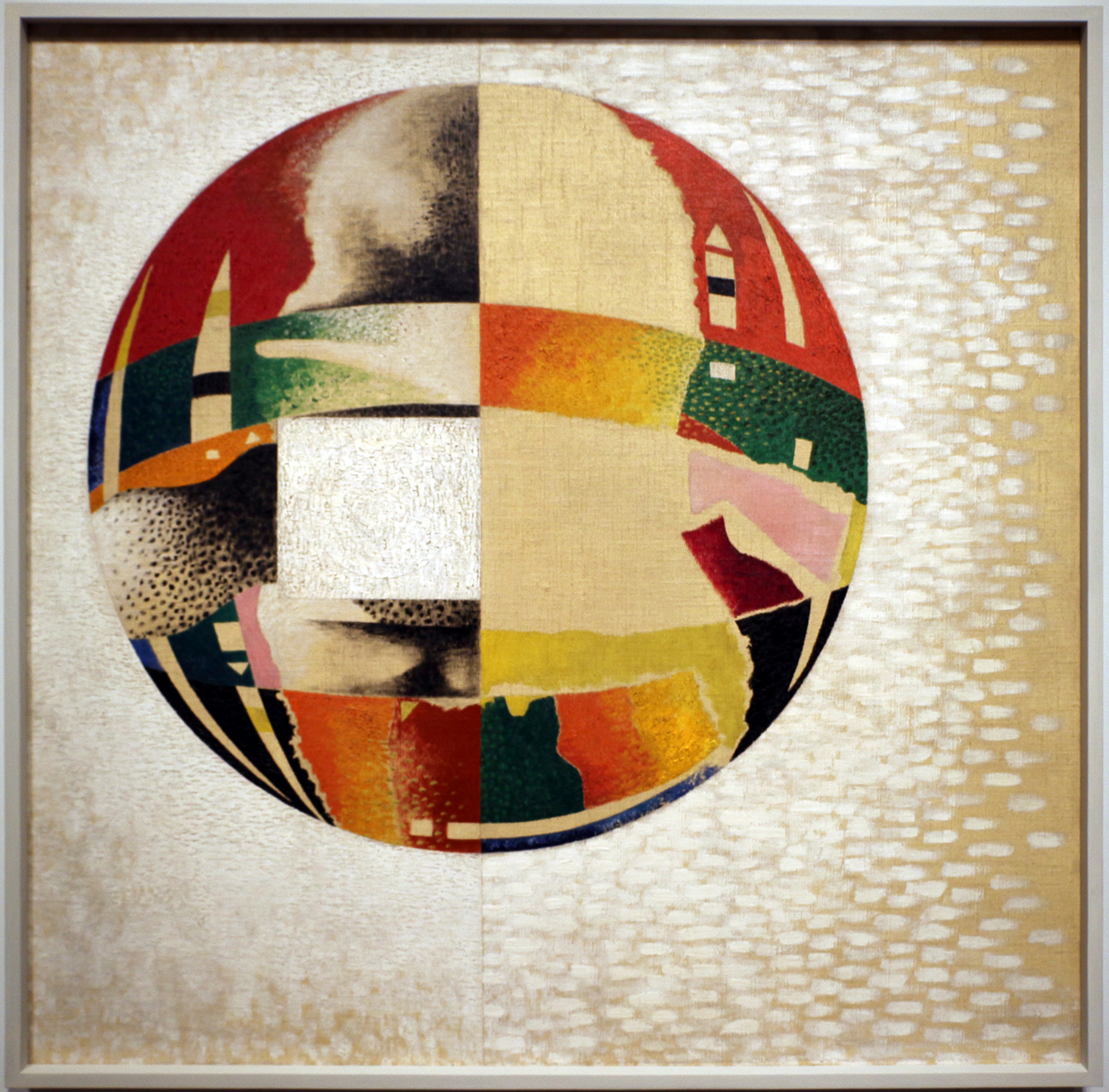
Nuclear II (1946)

### Photographies
- Le Pont transbordeur, 1937, planche de contact[31]

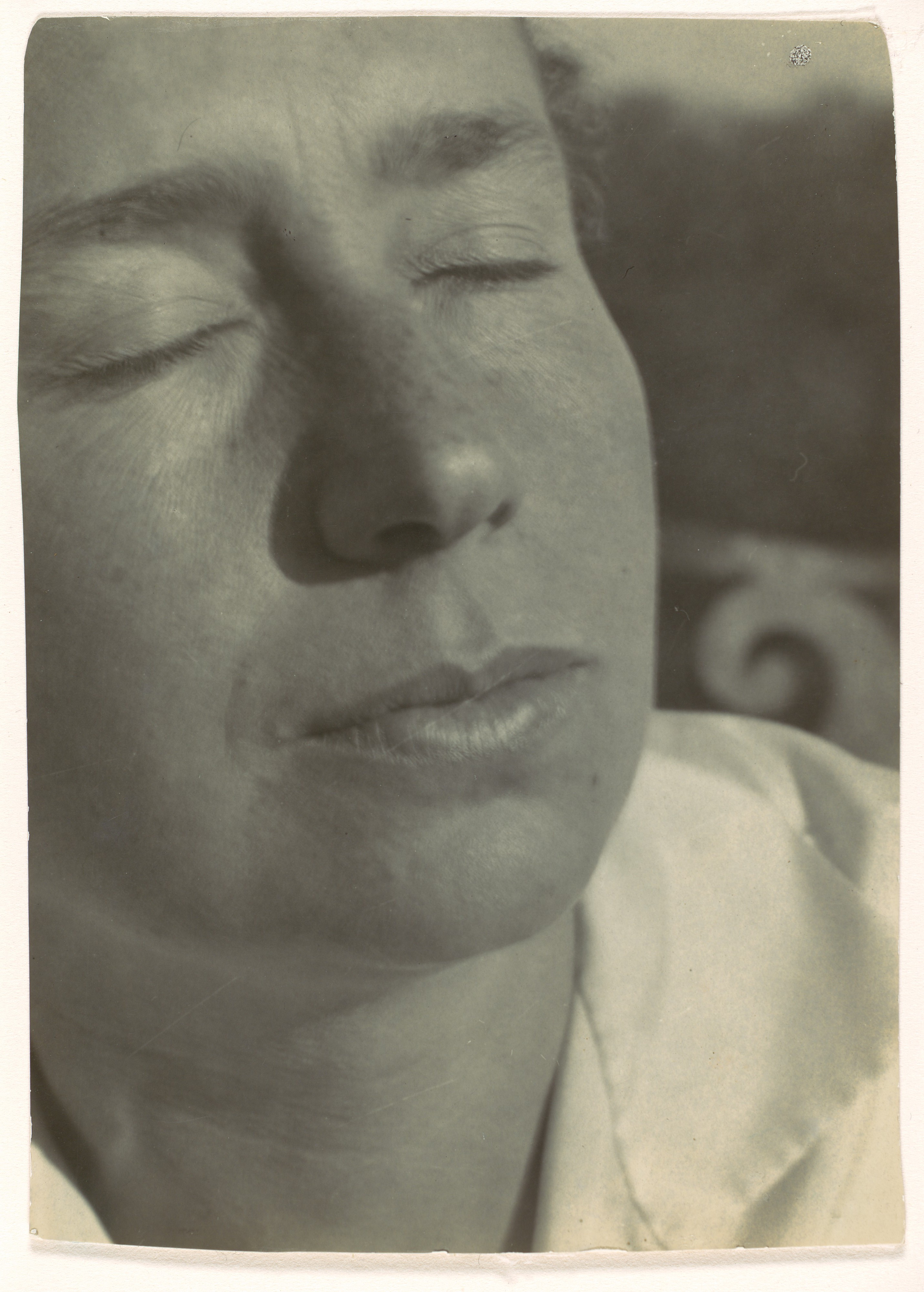
Portrait de Lucia Moholy (1920s)
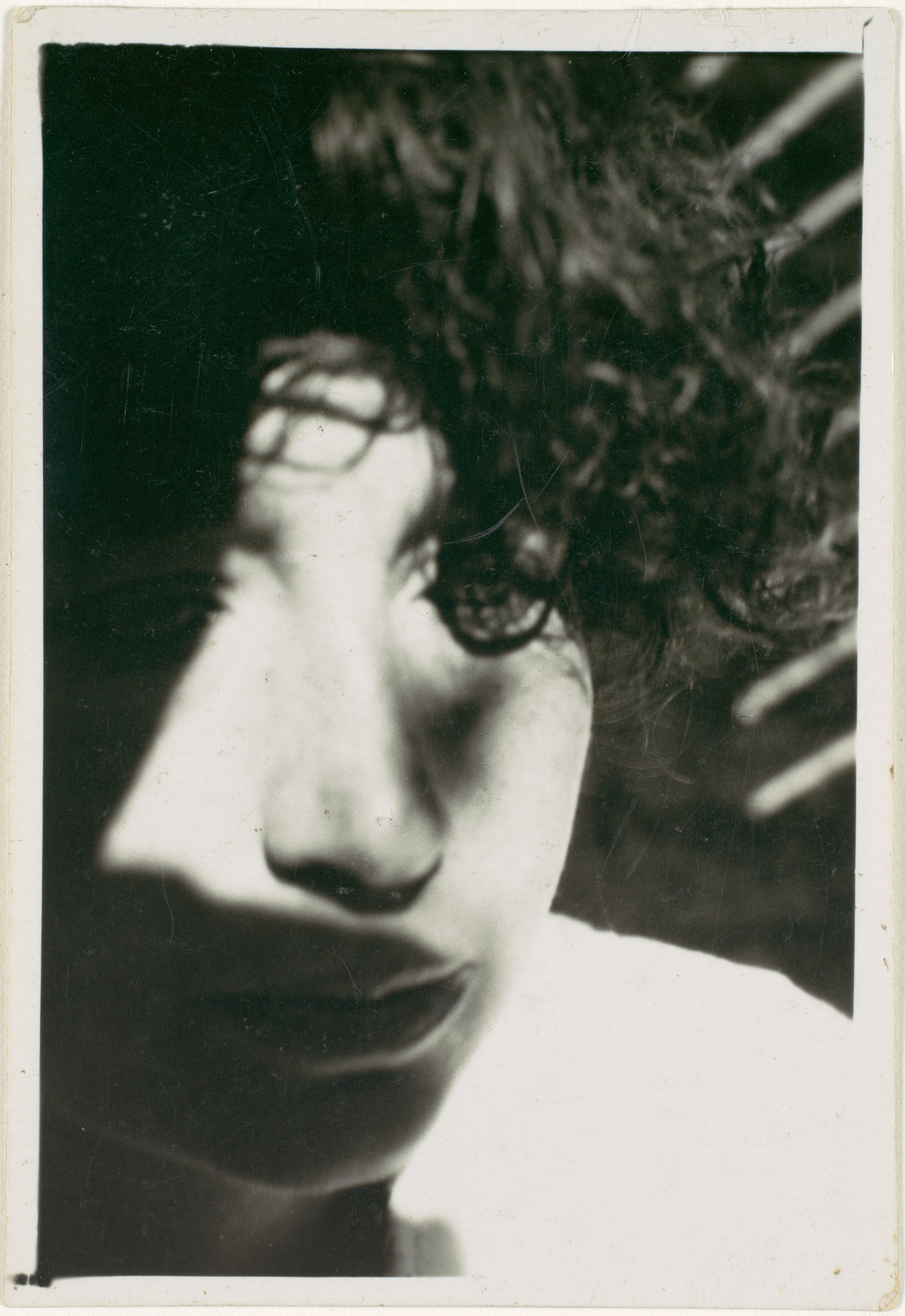
Lucia (c. 1924-1928)
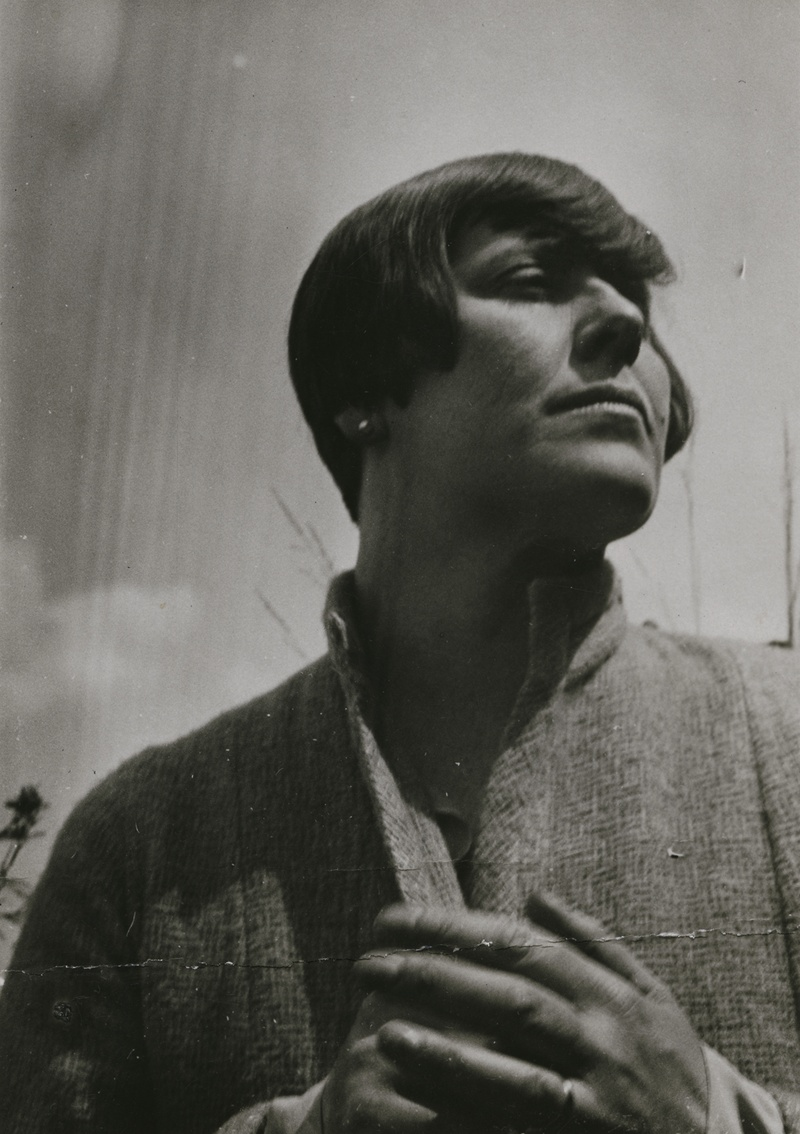
Portrait de Hilla von Rebay (1924)
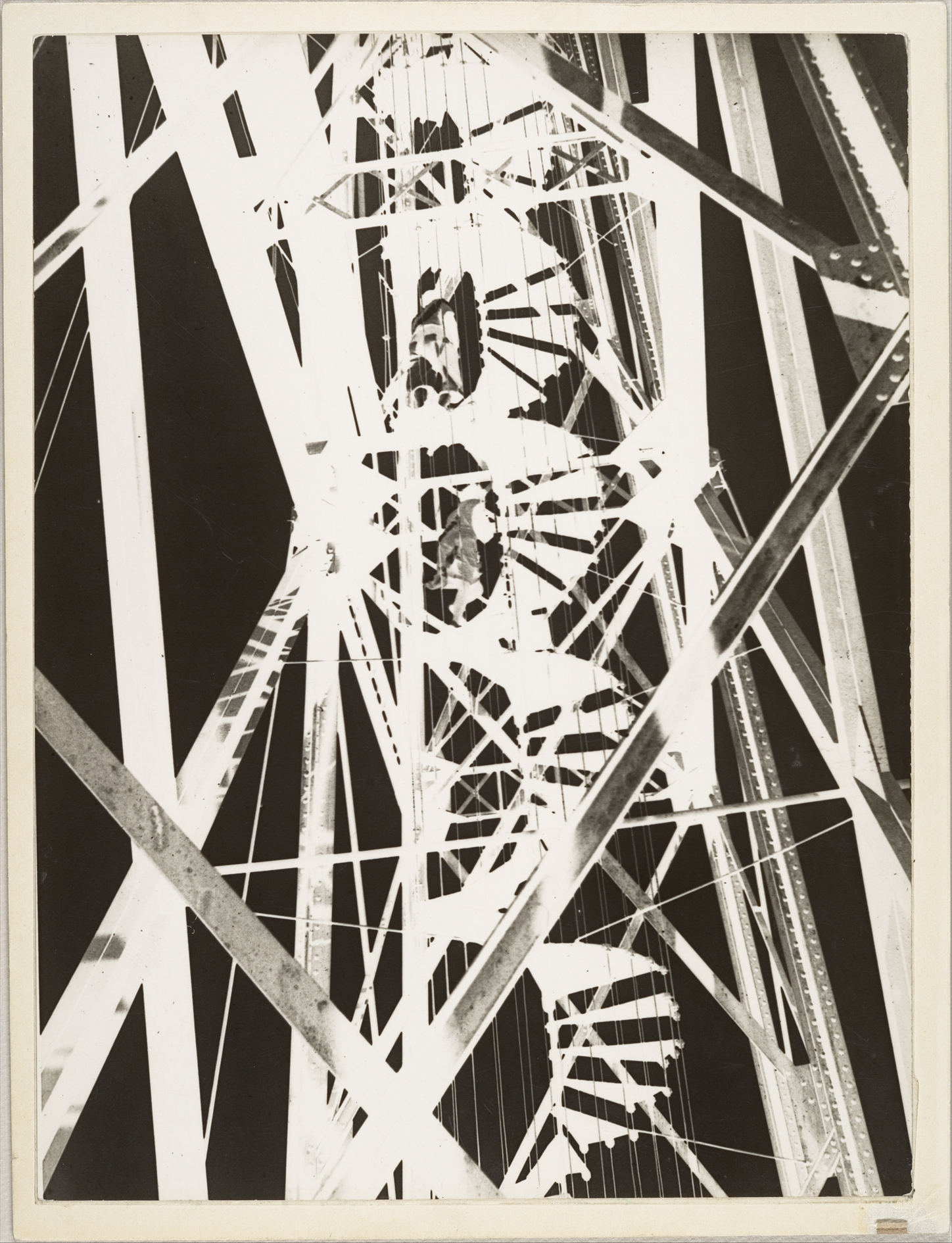
Pont Transbordeur, Marseille (1929)

### Sculptures

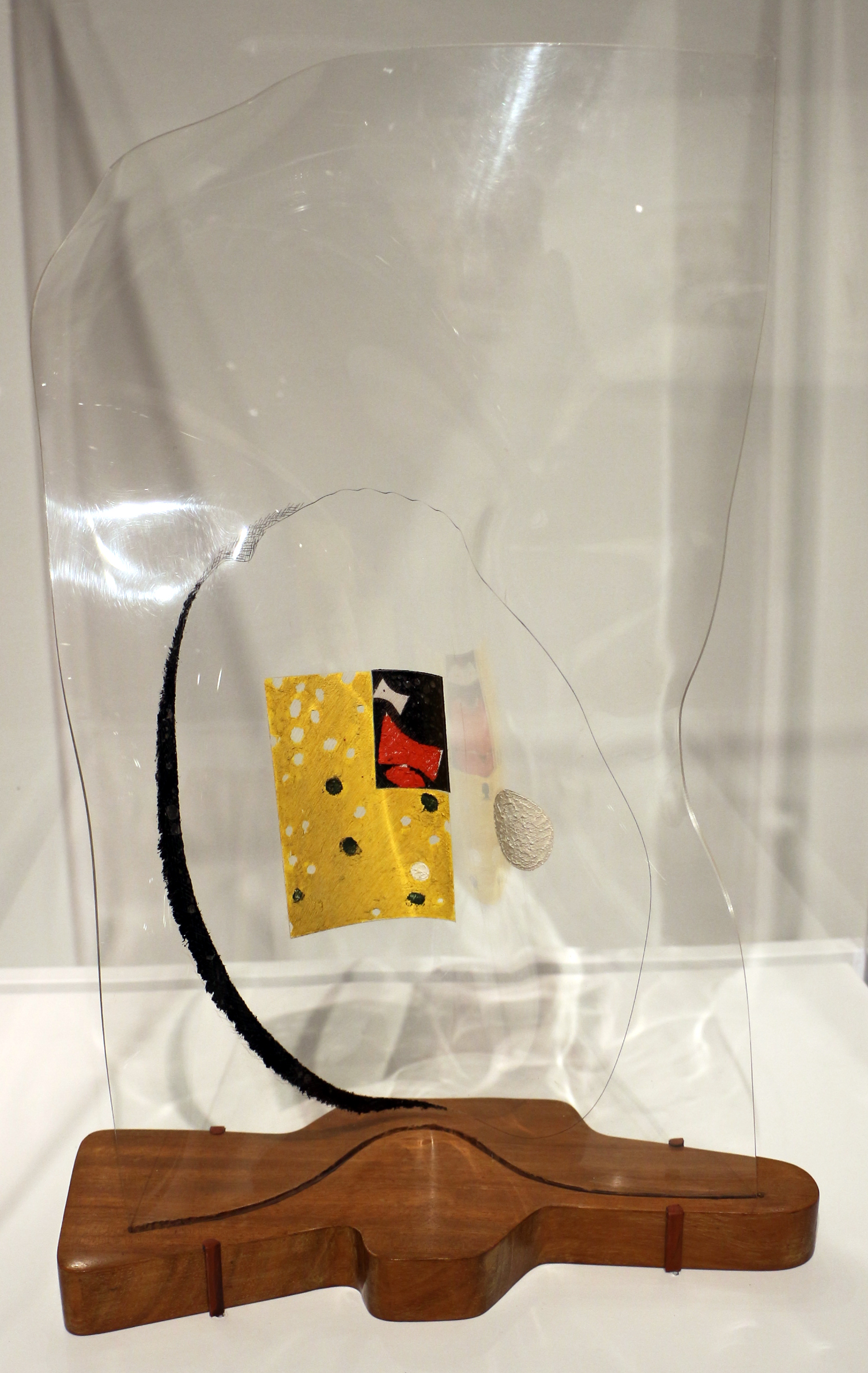
Space modulator (1942)
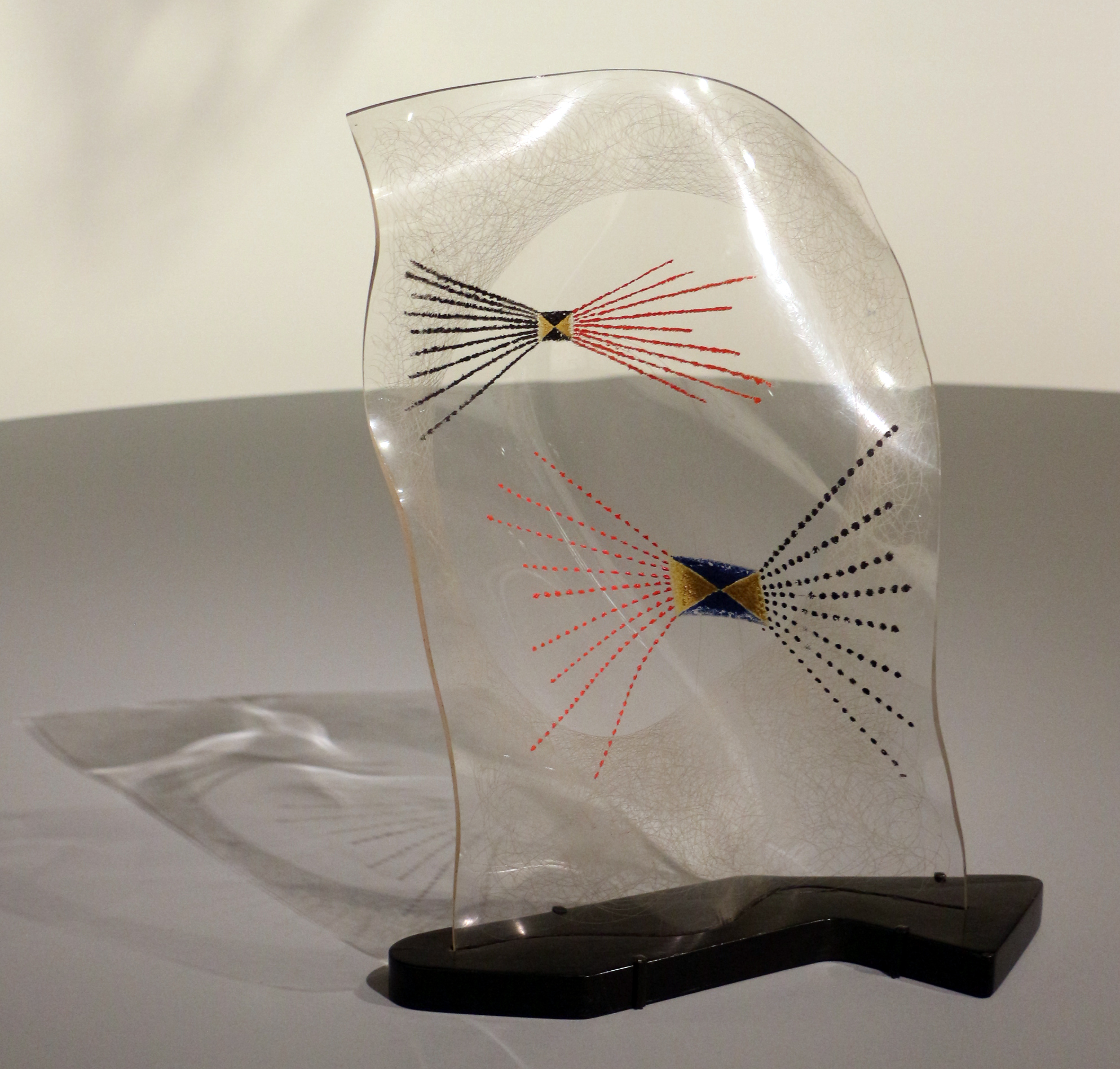
Vertical black, red, and blue (1945)
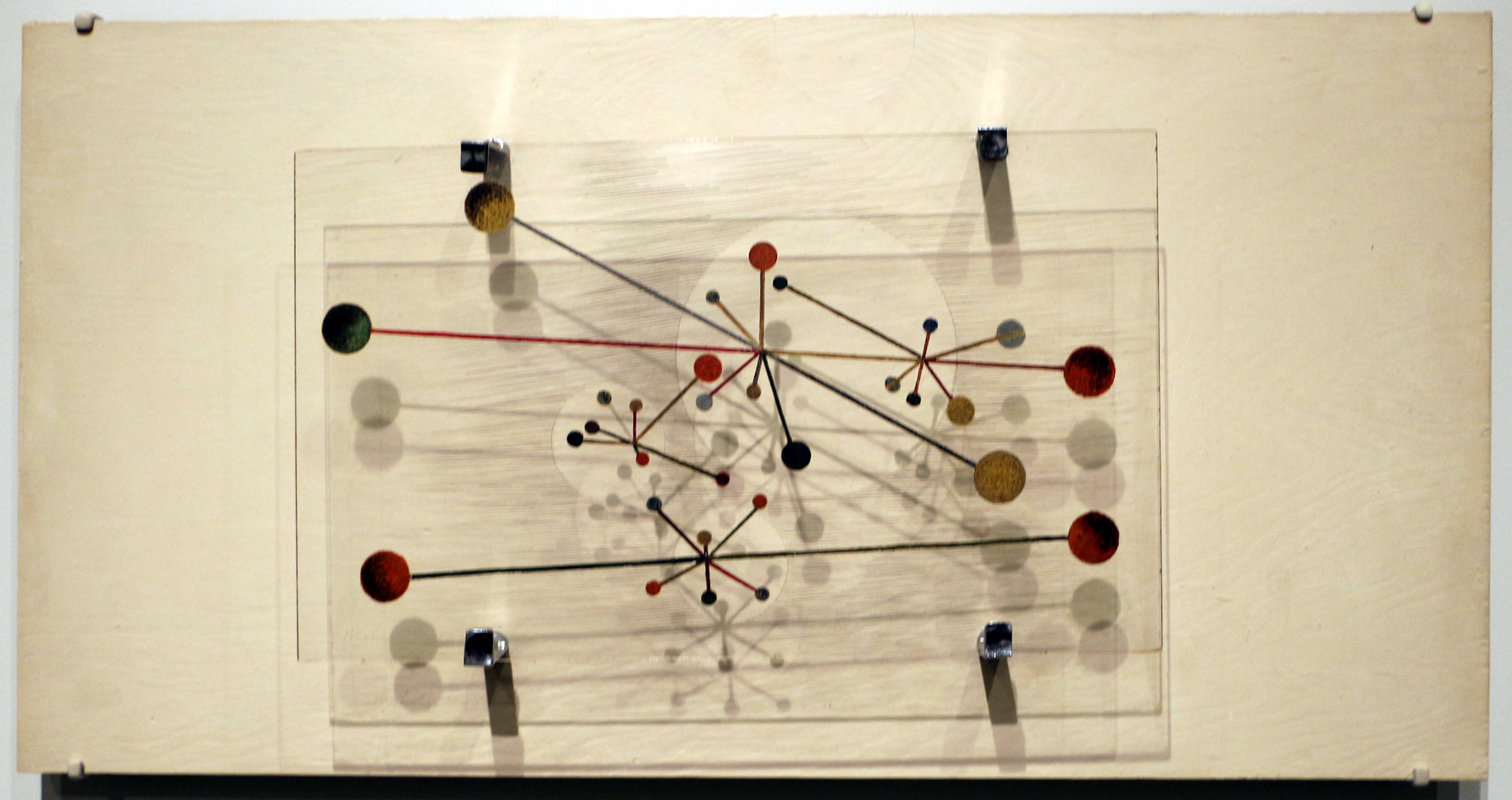
Revolving bars (1946)

### Courts métrages
Sauf indication contraire, les informations mentionnées dans cette section peuvent être confirmées par la base de données cinématographiques IMDb,  présente dans la section « Liens externes ».
- 1926 : Berliner Stilleben
- 1929 : Impressionen vom alten Marseiller Hafen (Vieux Port)
- 1930 : Ein Lichtspiel schwarz weiss grau
- 1932 : Tönendes ABC
- 1932 : Gross-Stadt Zigeuner
- 1933 : Architekturkongress
- 1935 : Lobsters
- 1936 : The New Architecture and the London Zoo
- 1945 : Do Not Disturb

### Ouvrages
Moholy-Nagy a consigné dans différents ouvrages l’ensemble de ses réflexions sur les nouveaux moyens d’expressions dont il a été l’un des pionniers, de la typographie au film, en passant par la sculpture cinétique et la photographie : 
- Buch Neuer Künstler, 1922, avec Lajos Kassák.
- Malerei. Fotografie. Film, 1925.
- Von Material zu Architektur, Munich, 1929.
- The New vision, New York, 1946.
- Vision in motion, Chicago, 1947.

## Citation
(mars 2025).
« L'analphabète de demain ne sera pas celui qui ignore l'écriture, mais celui qui ignore la photographie. »